# Carl Friedrich Gauß

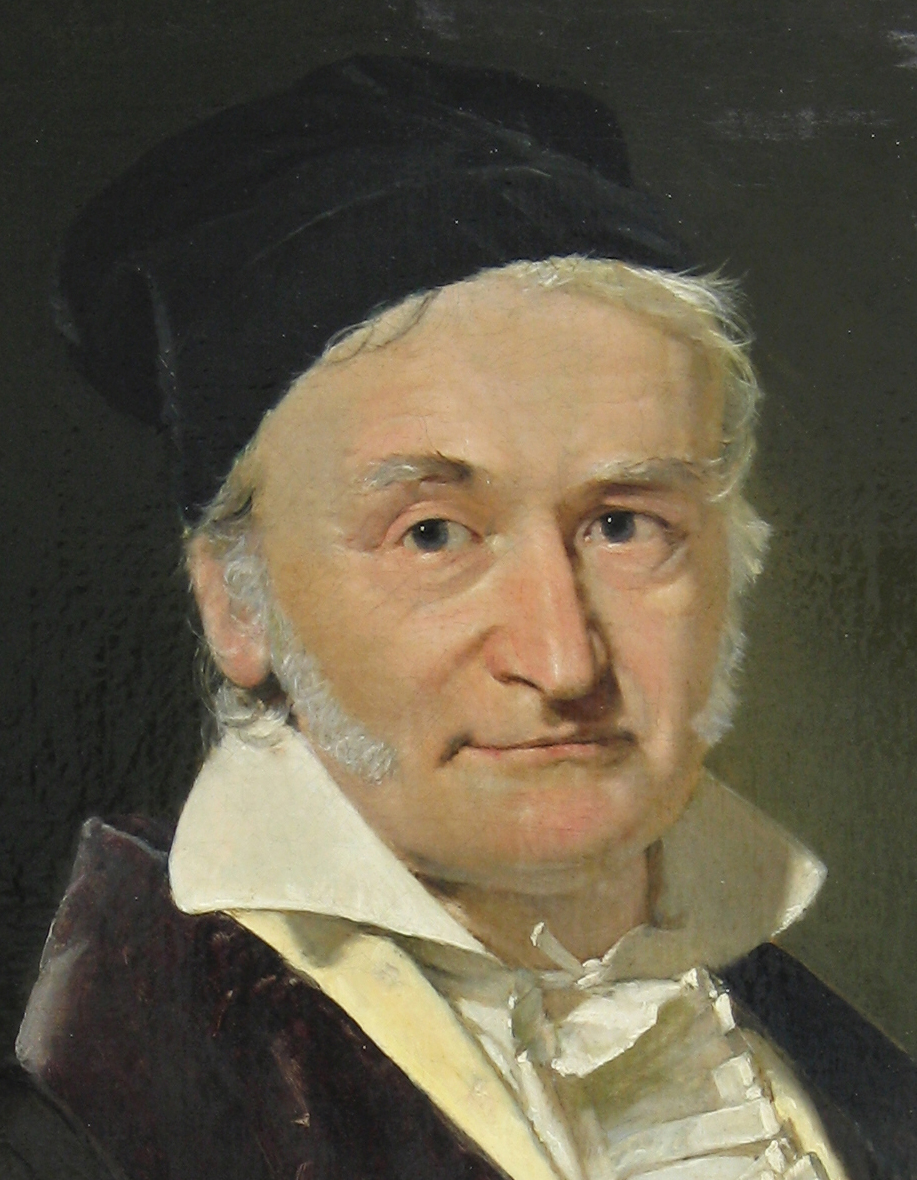
Carl Friedrich Gauß (Gottlieb Biermann, 1887, Kopie nach dem Gemälde von Christian Albrecht Jensen, 1840)

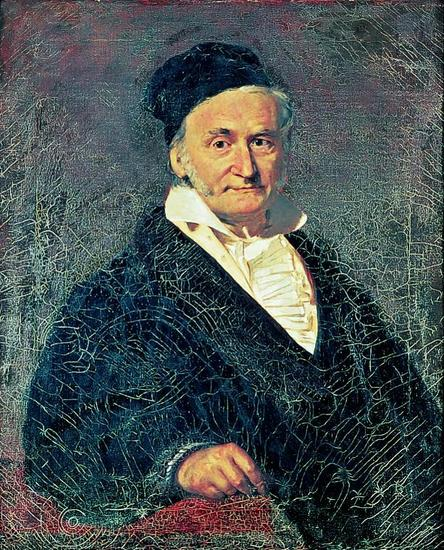
Carl Friedrich Gauß von Christian Albrecht Jensen 1840, heute im Pulkowo-Observatorium. Darunter stand ein von Gauß gewähltes Shakespeare-Zitat aus King Lear: Thou, nature, art my goddess; to thy laws my services are bound

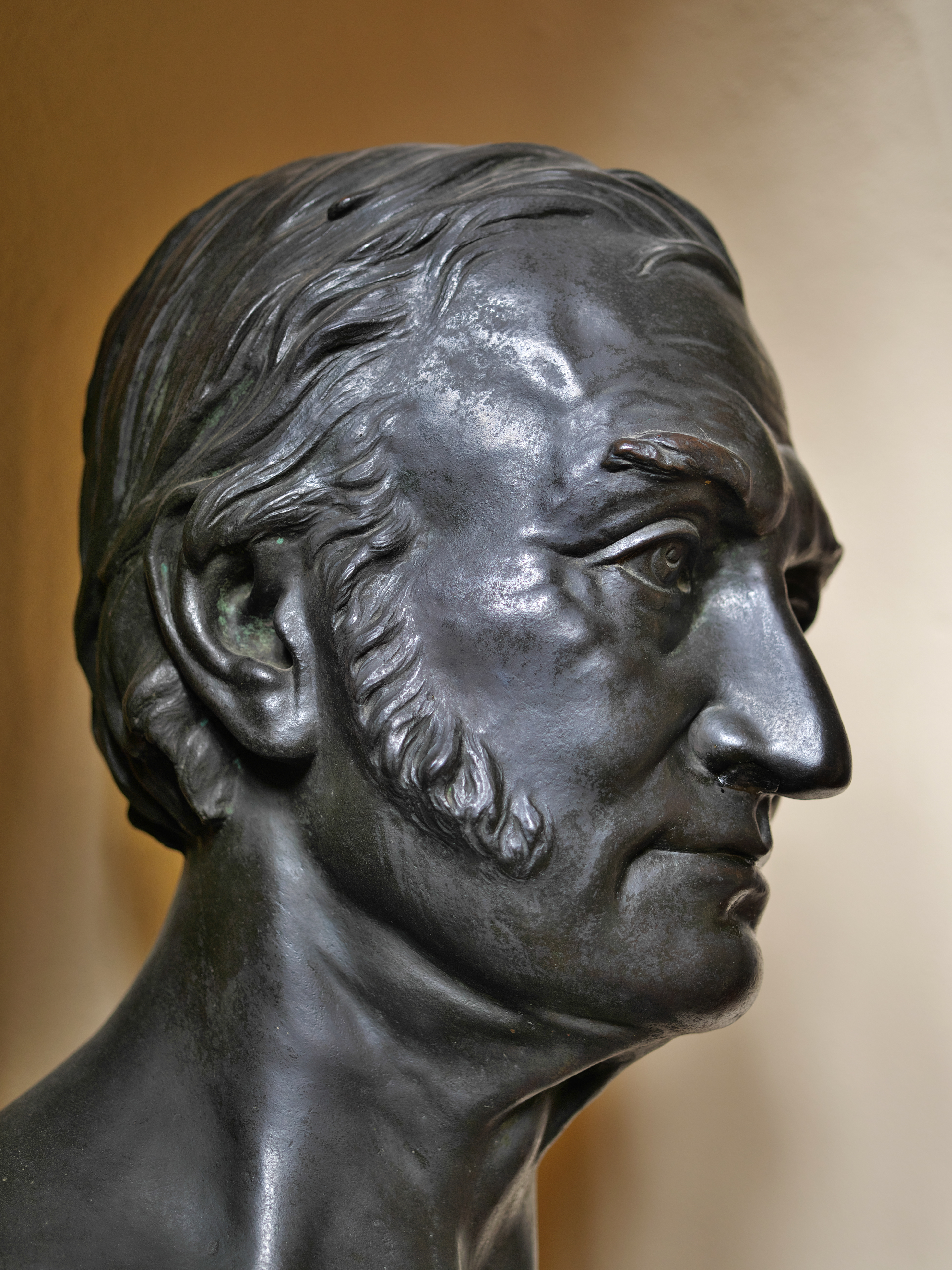
Bronzebüste von Carl Friedrich Gauß im Treppenhaus des Helmert-Hauses auf dem Telegrafenberg in Potsdam

Johann Carl Friedrich Gauß (latinisiert Carolus Fridericus Gauss; * 30. April 1777 in Braunschweig, Fürstentum Braunschweig-Wolfenbüttel; † 23. Februar 1855 in Göttingen, Königreich Hannover) war ein deutscher Mathematiker, Statistiker, Astronom, Geodät, Elektrotechniker und Physiker. 
Wegen seiner überragenden wissenschaftlichen Leistungen galt er bereits zu seinen Lebzeiten als Princeps mathematicorum (Fürst der Mathematiker). Seine Tätigkeit erstreckte sich neben der Reinen Mathematik auch auf angewandte Gebiete, zum Beispiel war er mit der Landesvermessung des Königreichs Hannover beauftragt, er erfand zusammen mit Wilhelm Eduard Weber als einer der Ersten elektromagnetische Telegrafie und beide wandten sie als Erste über längere Strecken an, er entwickelte Magnetometer und er initiierte ein weltweites Netz von Stationen zur Erforschung des Erdmagnetismus.

## Epochale Bedeutung
Mit 18 Jahren entwickelte Gauß die Grundlagen der modernen Ausgleichungsrechnung und der mathematischen Statistik (Methode der kleinsten Quadrate), mit der er 1801 die Wiederentdeckung des ersten Asteroiden Ceres ermöglichte. Auf Gauß gehen die nichteuklidische Geometrie, zahlreiche mathematische Funktionen, Integralsätze, die Normalverteilung, erste Lösungen für elliptische Integrale und die gaußsche Krümmung zurück. 1807 wurde er zum Universitätsprofessor und Sternwartendirektor in Göttingen berufen und später mit der Landesvermessung des Königreichs Hannover betraut. Neben der Zahlentheorie und der Potentialtheorie erforschte er u. a. das Erdmagnetfeld.
Bereits 1856 ließ der König von Hannover Medaillen mit dem Bild von Gauß und der Inschrift Mathematicorum Principi (dem Fürsten der Mathematiker) prägen. Da Gauß nur einen Bruchteil seiner Entdeckungen veröffentlichte, erschlossen sich die Tiefgründigkeit und die Reichweite seines Werks der Nachwelt in vollem Umfang erst, als 1898 sein Tagebuch entdeckt und der Nachlass bekannt wurde.
Nach Gauß sind viele mathematisch-physikalische Phänomene und Lösungen benannt, mehrere Vermessungs- und Aussichtstürme, zahlreiche Schulen, außerdem Forschungszentren und wissenschaftliche Ehrungen wie die seit 1949 verliehene Carl-Friedrich-Gauß-Medaille der Braunschweigischen Wissenschaftlichen Gesellschaft und die festliche Gauß-Vorlesung, die seit 2001 in jedem Semester an einer anderen deutschen Hochschule stattfindet.

## Leben

### Eltern, Kindheit und Jugend

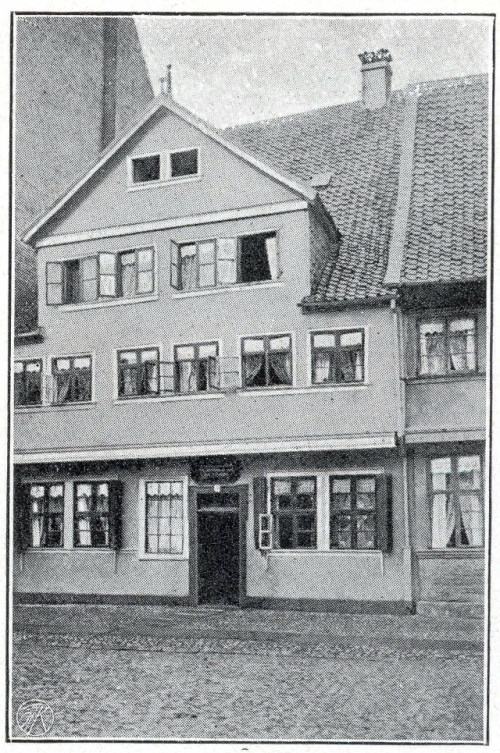
Gauß’ Geburtshaus (Aufnahme vor dem Ersten Weltkrieg) wurde im Zweiten Weltkrieg zerstört

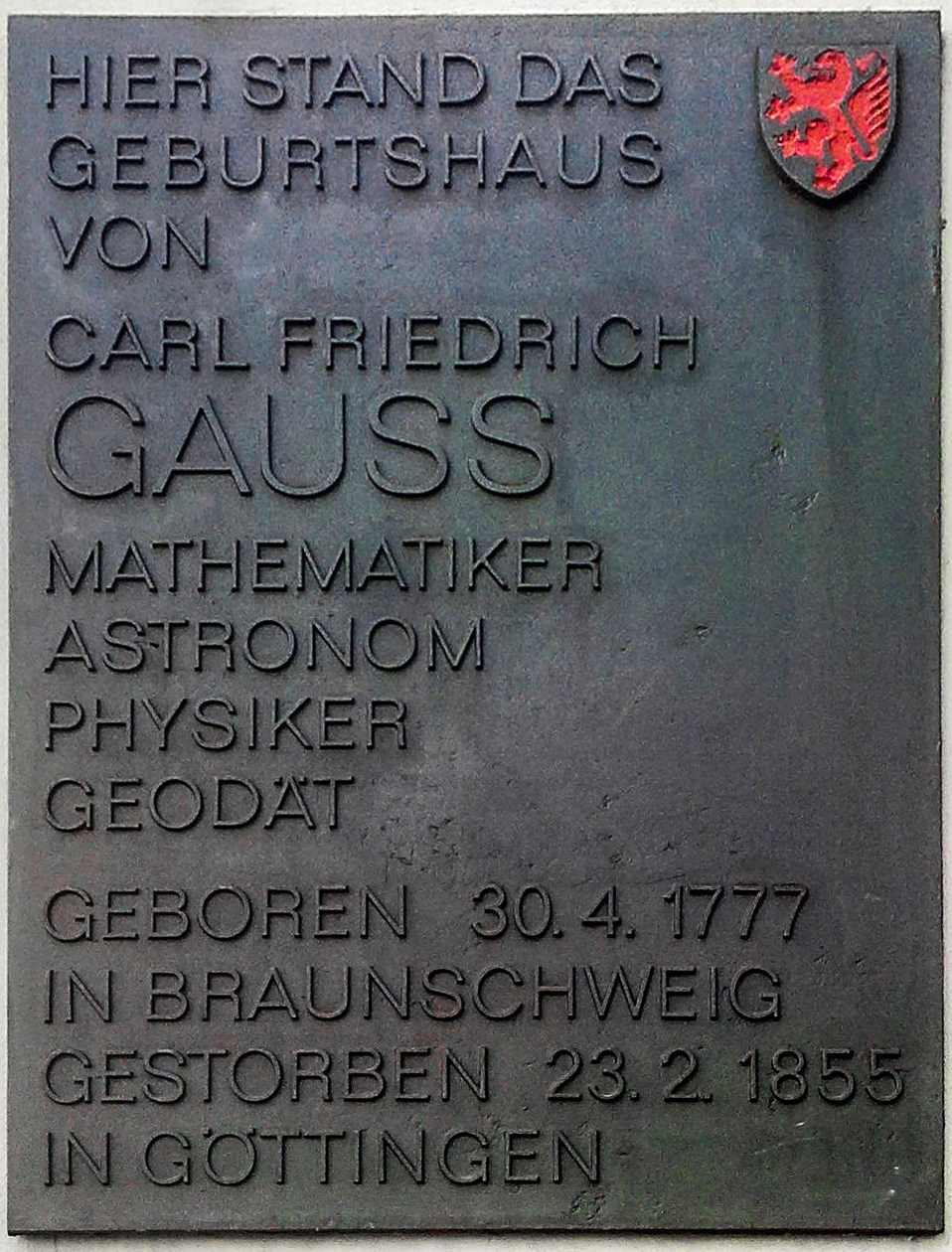
Gedenktafel am Standort des Geburtshauses

Carl Friedrich kam am 30. April 1777 als Sohn der Eheleute Gauß in Braunschweig zur Welt. Sein Geburtshaus am Wendengraben in der Wilhelmstraße 30 – in dessen Erdgeschoss später das Gauß-Museum eingerichtet wurde – wurde im Zweiten Weltkrieg durch Bombenangriffe zerstört. Dort wuchs er als einziges gemeinsames Kind seiner Eltern auf; aus einer früheren Ehe des Vaters gab es noch einen älteren Stiefbruder. Sein Vater Gebhard Dietrich Gauß (1744–1808) übte verschiedene Berufe aus, er war unter anderem Gärtner, Schlachter, Maurer, Kaufmannsassistent und Schatzmeister einer kleinen Versicherungsgesellschaft. Die ein Jahr ältere Dorothea Bentze (1743–1839) arbeitete vor der Heirat als Dienstmädchen und wurde dessen zweite Frau. Sie war die Tochter eines Steinmetzen aus Velpke, der früh starb, und wird als klug, von heiterem Sinn und festem Charakter geschildert. Gauß’ Beziehung zu seiner Mutter blieb zeitlebens eng; zuletzt wohnte die 96-Jährige bei ihm in Göttingen.
Anekdoten besagen, dass bereits der dreijährige Carl Friedrich seinen Vater bei der Lohnabrechnung korrigiert hätte. Später sagte Gauß von sich selbst scherzhaft, er habe das Rechnen vor dem Sprechen gelernt. Die Gabe, als Rechenkünstler auch komplizierteste Rechnungen im Kopf durchzuführen, hatte er noch in hohem Alter. Nach einer Erzählung von Wolfgang Sartorius von Waltershausen fiel das mathematische Talent des kleinen Carl Friedrich auf, als er nach zwei Jahren Elementarunterricht in die Rechenklasse der Catherinen-Volksschule kam:
Dort pflegte der Lehrer Büttner seine Schüler mit längeren Rechenaufgaben zu beschäftigen, während er mit einer Karbatsche in der Hand auf und ab ging. Eine Aufgabe war die Summation einer arithmetischen Reihe; wer fertig war, legte seine Tafel mit den Rechnungen für die Lösung auf das Pult. Mit den Worten „ligget se“ in Braunschweiger Plattdeutsch legte der neunjährige Gauß verblüffend rasch seine auf den Tisch, die nur eine einzige Zahl trug. Nachdem Gauß’ außergewöhnliche Begabung erkannt worden war, beschaffte man zunächst ein anderes Rechenbuch aus Hamburg, bevor der Assistent Martin Bartels brauchbare mathematische Bücher zum gemeinsamen Studium besorgte und dafür sorgte, dass Gauß 1788 das Martino-Katharineum Braunschweig besuchen konnte.
Das elegante Verfahren, mit dem „der kleine Gauß“ die Lösung so rasch im Kopf errechnete, wird heute Gaußsche Summenformel genannt. Um die Summe einer arithmetischen Reihe, beispielsweise der natürlichen Zahlen von 1 bis 100, zu berechnen, werden hierbei Paare gleicher Teilsumme gebildet, zum Beispiel 50 Paare mit der Summe 101 (1 + 100, 2 + 99, …, 50 + 51), womit 5050 als Ergebnis rasch zu erhalten ist.
Als der „Wunderknabe“ Gauß vierzehn Jahre alt war, wurde er dem Herzog Karl Wilhelm Ferdinand von Braunschweig vorgestellt. Dieser unterstützte ihn sodann finanziell. So konnte Gauß 1792 bis 1795 am Collegium Carolinum in Braunschweig studieren, das zwischen höherer Schule und Hochschule anzusiedeln ist und der Vorgänger der heutigen Technischen Universität in Braunschweig ist. Dort war es der Professor Eberhard August Wilhelm von Zimmermann, der sein mathematisches Talent erkannte, ihn förderte und ihm ein väterlicher Freund wurde.

### Studienjahre

Verschnörkelter Namenszug des 17-jährigen Gauß

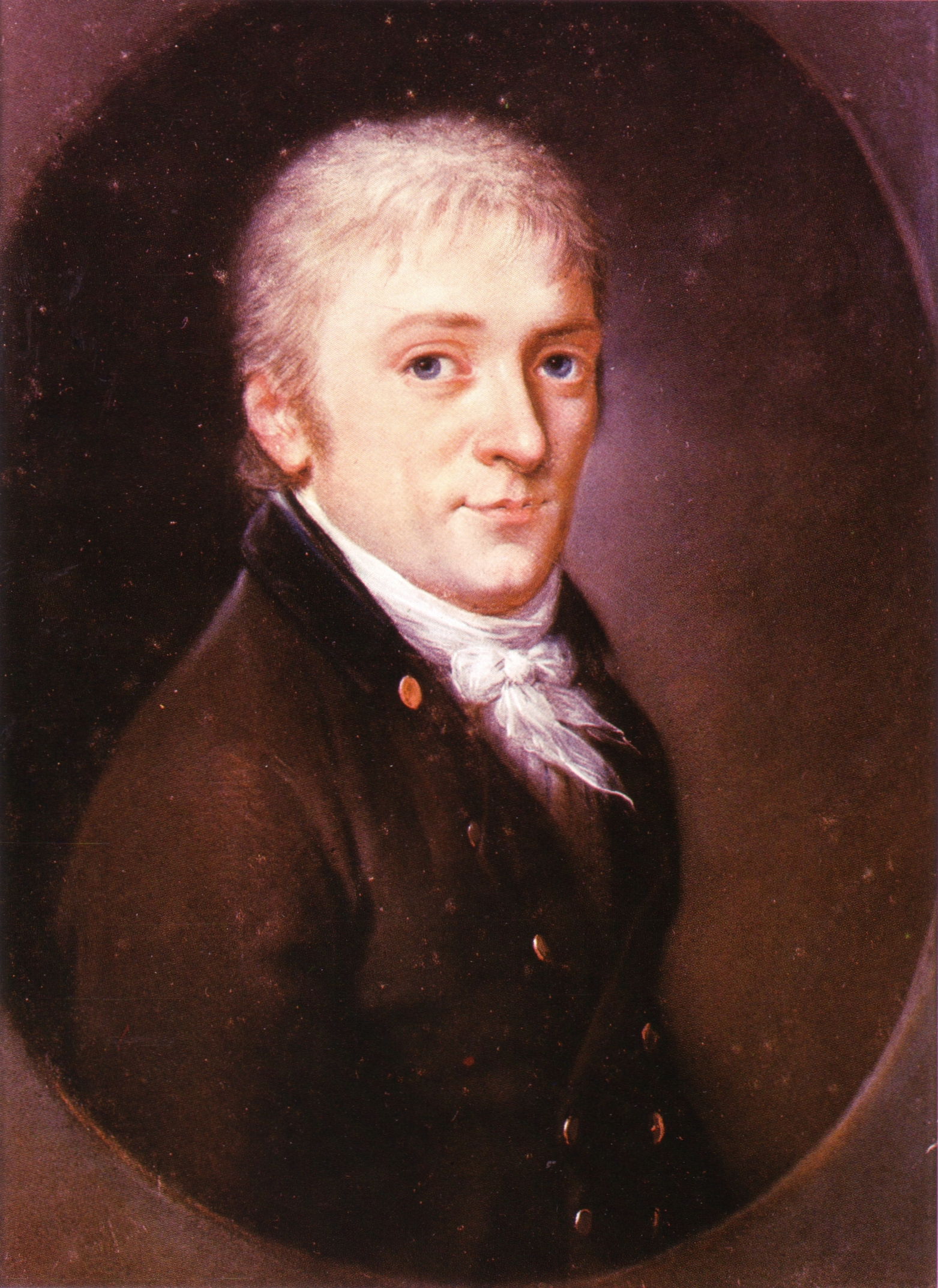
Carl Friedrich Gauß 1803 von Johann Christian August Schwartz

Im Oktober 1795 wechselte Gauß an die Georg-August-Universität Göttingen. Dort hörte er bei Christian Gottlob Heyne Vorlesungen über klassische Philologie, die ihn damals genauso wie die Mathematik interessierte. Letztere wurde durch Abraham Gotthelf Kästner, der zugleich Dichter war, repräsentiert. Bei Georg Christoph Lichtenberg hörte er im Sommersemester 1796 Experimentalphysik und sehr wahrscheinlich im folgenden Wintersemester Astronomie. In Göttingen schloss er Freundschaft mit Wolfgang Bolyai.
Im Alter von 18 Jahren gelang es Gauß als Erstem, die Möglichkeit zur Konstruktion mit Zirkel und Lineal des regelmäßigen Siebzehnecks zu beweisen, und zwar auf Basis einer rein algebraischen Überlegung – eine sensationelle Entdeckung; denn seit der Antike hatte es auf diesem Gebiet kaum noch Fortschritte gegeben. Danach konzentrierte er sich auf das Studium der Mathematik, das er 1799 mit seiner Doktorarbeit an der Universität Helmstedt abschloss. Die Mathematik war vertreten durch Johann Friedrich Pfaff, der sein Doktorvater wurde. Und der Herzog von Braunschweig legte Wert darauf, dass Gauß nicht an einer „ausländischen“ Universität promoviert werden sollte.

### Ehen, Familie und Kinder
Im November 1804 verlobte er sich mit der von ihm länger umworbenen Johanna Elisabeth Rosina Osthoff (* 8. Mai 1780; † 11. Oktober 1809), der Tochter eines Weißgerbers aus Braunschweig, und heiratete sie am 9. Oktober 1805. Am 21. August 1806 wurde in Braunschweig ihr erstes Kind geboren, Joseph Gauß († 4. Juli 1873). Seinen Vornamen bekam der Sohn nach Giuseppe Piazzi, dem Entdecker der Ceres, eines Kleinplaneten, dessen Wiederauffindung 1801 Gauß’ Bahnberechnung ermöglicht hatte.
Schon bald nach dem Umzug der Familie nach Göttingen wurde am 29. Februar 1808 die Tochter Wilhelmine, genannt Minna, geboren, im folgenden Jahr am 10. September 1809 der Sohn Louis. Einen Monat danach, am 11. Oktober 1809, starb Johanna Gauß im Kindbett, Louis wenige Monate später am 1. März 1810. Durch den Tod Johannas fiel Gauß eine Zeit lang in eine Depression; aus dem Oktober 1809 stammt eine von Gauß verfasste bewegende Klage, die in seinem Nachlass gefunden wurde. Der Finder war Carl August Gauß (1849–1927), sein einziger in Deutschland geborener Enkel, Sohn von Joseph und Besitzer des Guts Lohne bei Hannover. Wilhelmine heiratete den Orientalisten Heinrich Ewald, der später als einer der Göttinger Sieben das Königreich Hannover verließ und Professor an der Universität Tübingen wurde.

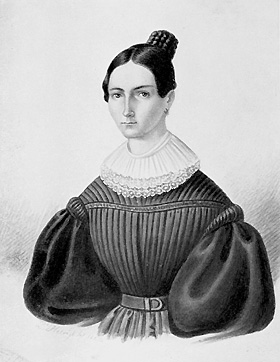
Therese Gauß

Am 4. August 1810 heiratete der Witwer, der zwei kleine Kinder zu versorgen hatte, Friederica Wilhelmine Waldeck (genannt Minna; * 15. April 1788; † 12. September 1831), Tochter des Göttinger Rechtswissenschaftlers Johann Peter Waldeck, die die beste Freundin seiner verstorbenen Frau gewesen war. Mit ihr hatte er drei Kinder, Eugen, Wilhelm und Therese. Eugen Gauß arbeitete mit seinem Vater bei der Landvermessung, zerstritt sich als Student der Rechte mit seinem Vater und wanderte 1830 nach Amerika aus, wo er als Kaufmann lebte und die „First National Bank“ von St. Charles gründete. Wilhelm Gauß folgte Eugen 1837 in die Vereinigten Staaten und brachte es ebenfalls zu Wohlstand. Seine jüngste Tochter Therese Staufenau führte ihrem Vater nach dem Tod der Mutter bis zu seinem Tod den Haushalt. Minna Gauß war nach 13-jähriger Leidenszeit an Tuberkulose verstorben.

### Spätere Jahre

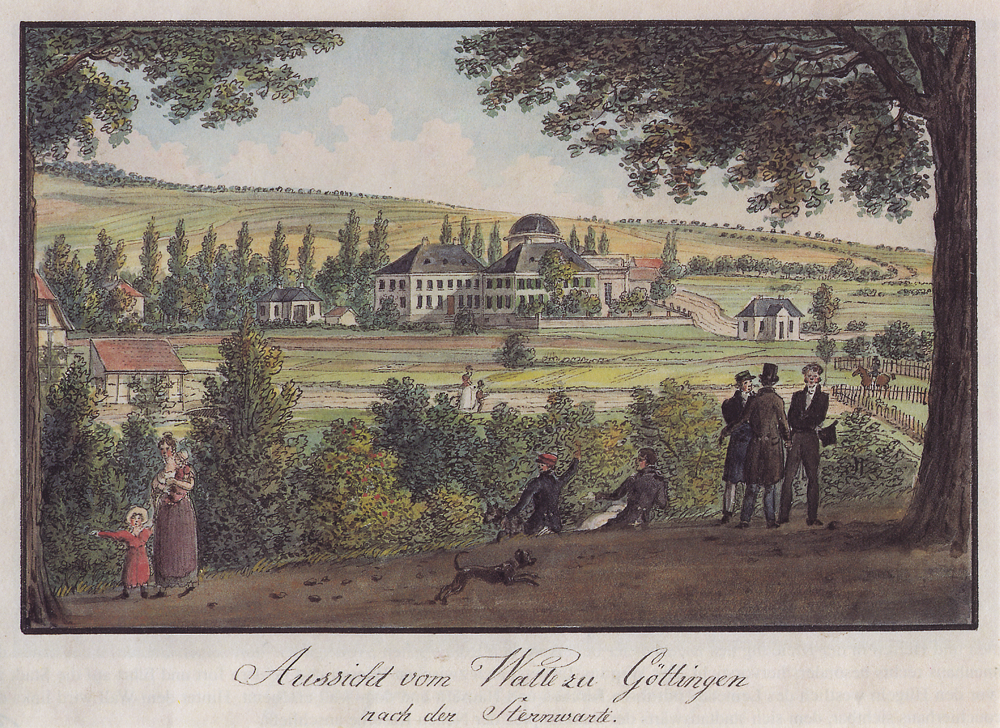
Sternwarte Göttingen (um 1835)

Nach seiner Promotion lebte Gauß in Braunschweig von dem kleinen Gehalt, das ihm der Herzog zahlte, und arbeitete an seinen Disquisitiones Arithmeticae.
Einen Ruf an die Petersburger Akademie der Wissenschaften lehnte Gauß aus Dankbarkeit gegenüber dem Herzog von Braunschweig ab, wohl auch in der Hoffnung, dass dieser ihm eine Sternwarte in Braunschweig bauen würde. Nach dem plötzlichen Tod des Herzogs nach der Schlacht bei Jena und Auerstedt wurde Gauß im November 1807 Professor an der Georg-August-Universität Göttingen und Direktor der Sternwarte Göttingen. Dort musste er Lehrveranstaltungen halten, gegen die er eine Abneigung entwickelte. Die praktische Astronomie wurde dort durch Karl Ludwig Harding vertreten, den mathematischen Lehrstuhl hatte Bernhard Friedrich Thibaut inne. Mehrere seiner Studenten wurden einflussreiche Mathematiker, darunter Richard Dedekind und Bernhard Riemann sowie der Mathematikhistoriker Moritz Cantor.
In fortgeschrittenem Alter beschäftigte er sich zunehmend mit Literatur und war ein eifriger Zeitungsleser. Seine Lieblingsschriftsteller waren Jean Paul und Walter Scott. Er sprach fließend Englisch und Französisch und las, neben seiner Vertrautheit mit den klassischen Sprachen der Antike aus seiner Jugendzeit, mehrere moderne europäische Sprachen (Spanisch, Italienisch, Dänisch, Schwedisch), wobei er zuletzt noch Russisch lernte und sich versuchsweise mit Sanskrit befasste, das ihm aber nicht zusagte.
Seit 1804 war er korrespondierendes Mitglied der Académie des sciences und ab 1820 associé étranger der Akademie. Ebenfalls 1804 wurde er Fellow der Royal Society und 1820 der Royal Society of Edinburgh. 1808 wurde er zum korrespondierenden und 1820 zum auswärtigen Mitglied der Bayerischen Akademie der Wissenschaften sowie 1822 in die American Academy of Arts and Sciences gewählt. Die Académie royale de Bruxelles nahm ihn im Dezember 1841 als auswärtiges korrespondierendes Mitglied auf.
1838 erhielt er die Copley-Medaille der Royal Society. 1842 wurde er in die Friedensklasse des Ordens Pour le Mérite aufgenommen. Im selben Jahr lehnte er einen Ruf an die Universität Wien ab. 1845 wurde er Geheimer Hofrat und 1846 zum dritten Mal Dekan der Philosophischen Fakultät. 1849 feierte er sein Goldenes Doktorjubiläum und wurde Ehrenbürger von Braunschweig und Göttingen. Sein letzter wissenschaftlicher Austausch war über eine Verbesserung des Foucaultschen Pendels in einem Brief an Alexander von Humboldt 1853.
Er sammelte numerische und statistische Daten aller Art und führte zum Beispiel Listen über die Lebenserwartung berühmter Männer (in Tagen gerechnet). So schrieb er am 7. Dezember 1853 an seinen Freund und Kanzler seines Ordens Alexander von Humboldt u. a.: „Es ist übermorgen der Tag, wo Sie, mein hochverehrter Freund, in ein Gebiet übergehen, in welches noch keiner der Koryphäen der exacten Wissenschaften eingedrungen ist, der Tag, wo Sie dasselbe Alter erreichen, in welchem Newton seine durch 30.766 Tage gemessene irdische Laufbahn geschlossen hat. Und Newtons Kräfte waren in diesem Stadium gänzlich erschöpft: Sie stehen zur höchsten Freude der ganzen wissenschaftlichen Welt noch im Vollgenuss Ihrer bewundernswürdigen Kraft da. Mögen Sie in diesem Genuss noch viele Jahre bleiben.“ Gauß interessierte sich für Musik, besuchte Konzerte und sang viel. Ob er ein Instrument spielte, ist nicht bekannt. Er befasste sich mit Aktienspekulation und hinterließ bei seinem Tod ein beträchtliches Vermögen von 170.000 Talern (bei einem Professoren-Grundgehalt von 1000 Talern jährlich) überwiegend in Wertpapieren, darunter vielfach von Eisenbahnen. Hierzu findet sich eine der wenigen Stellen im Briefwechsel, in denen er sich kritisch zur Politik und zu mit dieser kooperierenden Banken äußert; denn von ihm erworbene Eisenbahnaktien von Hessen-Darmstadt verloren drastisch an Wert, als bekannt wurde, dass die Eisenbahn jederzeit verstaatlicht werden konnte.
Er war noch gegen Ende seines Lebens wissenschaftlich aktiv und hielt 1850/51 Vorlesungen über die Methode der kleinsten Quadrate. Zwei seiner bedeutendsten Schüler, Bernhard Riemann (der bei Gauß 1851 promoviert wurde und Gauß 1854 mit seinem Habilitationsvortrag über die Grundlagen der Riemannschen Geometrie stark beeindruckte) und Richard Dedekind, hatte er erst gegen Ende seiner Laufbahn.
Gauß war sehr konservativ und monarchistisch eingestellt, die Deutsche Revolution 1848/1849 hieß er nicht gut.

### Tod

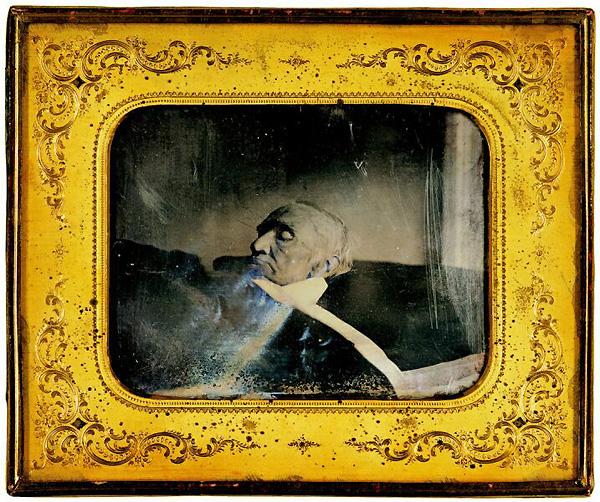
1855: Gauß auf dem Totenbett;
Daguerreotypie von Philipp Petri; Niedersächsische Staats- und Universitätsbibliothek Göttingen

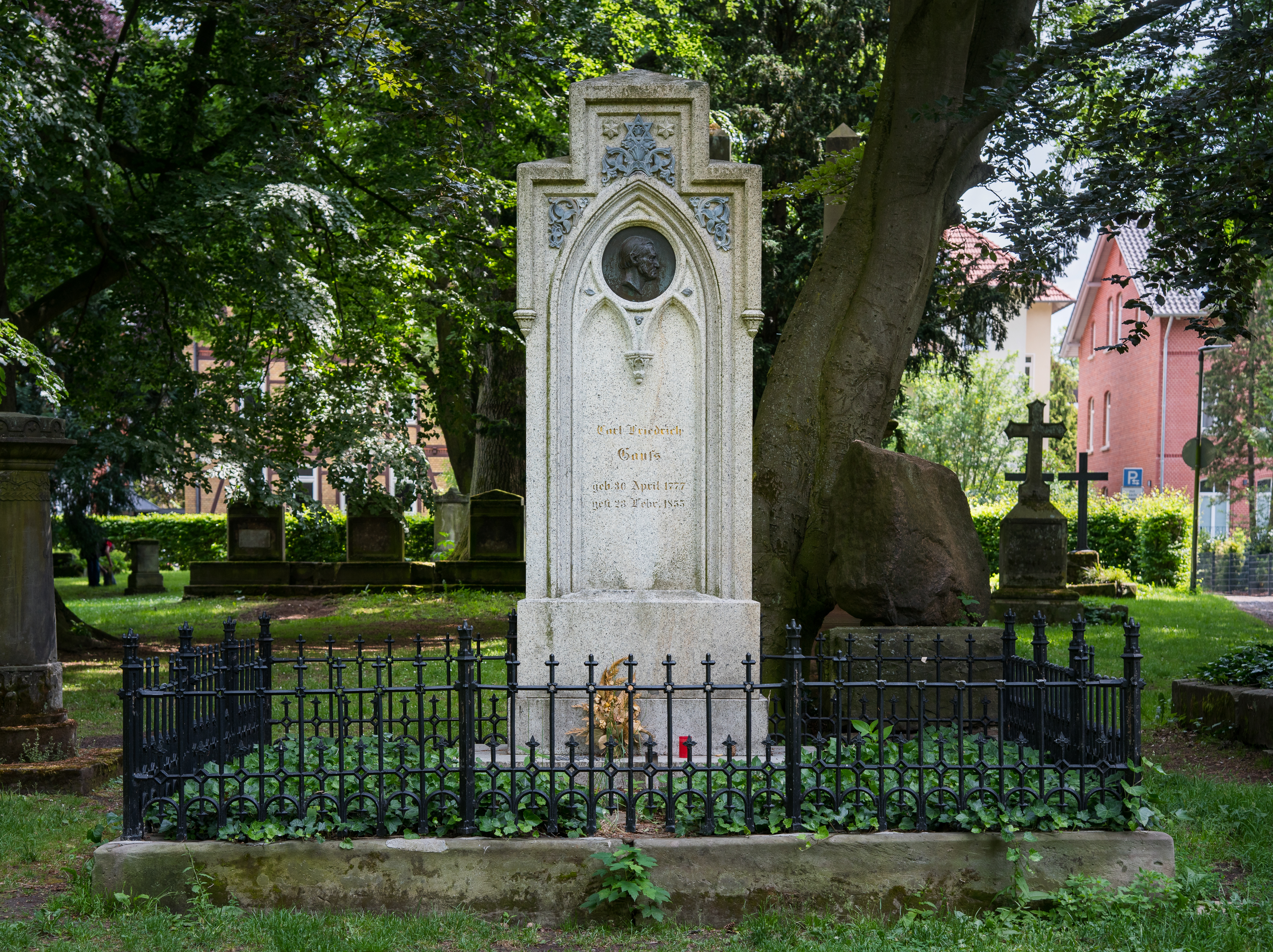
Grabstätte von Carl Friedrich Gauß auf dem Albani-Friedhof in Göttingen

Gauß litt in seinen letzten Jahren an Herzinsuffizienz (diagnostiziert als Wassersucht) und an Schlaflosigkeit. Im Juni 1854 reiste er mit seiner Tochter Therese Staufenau zur Baustelle der Eisenbahn von Hannover nach Göttingen, wobei die vorüberfahrende Eisenbahn die Pferde scheuen ließ und die Kutsche umwarf; der Kutscher wurde schwer verletzt, Gauß und seine Tochter blieben unverletzt. Gauß nahm noch an der Einweihung der Eisenbahnlinie am 31. Juli 1854 teil, danach war er durch Krankheit zunehmend auf sein Haus eingeschränkt. Er starb am 23. Februar 1855 morgens um 1:05 Uhr in Göttingen in seinem Lehnstuhl.

„Heute verstarb hier nach langer schwerer Krankheit Karl Friedrich Gauß im 78. Jahre. Der weltberühmte Mann war 1777 von ganz unbemittelten Aeltern (sic!) zu Braunschweig geboren, besuchte als Knabe die dortige Andreaspfarrschule und wäre der Astronomie und Mathematik verloren gewesen, wenn nicht der verständige und umsichtige Lehrer die Fähigkeit des Knaben erkannt und den Herzog Karl Wilhelm Ferdinand darauf aufmerksam gemacht hätte. Dieser sorgte für die Ausbildung des talentvollen Knaben, dessen schnelle geistige Entwickelung alle Erwartungen übertraf. Schon in seinem zwanzigsten Jahre zum Doctor promovirt, bereicherte Gauß durch die in seiner Inauguraldissertation niedergelegten Disquisitiones arithmeticae die höhere Mathematik mit den weitgreifendsten Entdeckungen. Durch seine Methode der kleinsten Quadrate vereinfachte er die Berechnung der Planetenbahnen und machte sich dadurch weltbekannt. Seit 1807 fungirte Gauß [in Göttingen] als Lehrer der Mathematik und Astronomie und zählte immer zu den größten Zierden unserer Universität. Seit den dreißiger Jahren verwendete er seine gewaltige Geisteskraft auf die Untersuchung des Erdmagnetismus. Das Hauptresultat dieser Untersuchung war die Erfindung der elektromagnetischen Telegraphen, von welchen er den ersten brauchbaren, in Gemeinschaft mit dem Professor Weber, 1833 herstellte. Trotz der außerordentlichen Gründlichkeit, womit Gauß seine Fachwissenschaft behandelte, blieb ihm dennoch Zeit, den politischen und literarischen Bewegungen eine rege Theilnahme zuzuwenden. Im Uebrigen war sein Wahlspruch: ‚Natur, du bist meine Göttin, deinen Gesetzen ist mein Cult geweiht.‘“

Das Granitgrabmal im neugotischen Stil auf dem Göttinger Albani-Friedhof wurde erst im Januar 1859 aufgestellt und entstand nach einem Entwurf von 1856 des hannoverschen Architekten Heinrich Köhler durch den hannoverschen Bildhauer Carl Dopmeyer; das Bronzemedaillon schuf der Bildhauer Heinrich Hesemann. Das Grab galt bald und bis heute als Göttinger Sehenswürdigkeit, auch noch nachdem 1899 auf dem Stadtwall das Gauß-Weber-Denkmal des Bildhauers Ferdinand Hartzer eingeweiht worden war.

## Leistungen

### Begründung und Beiträge zur nicht-euklidischen Geometrie

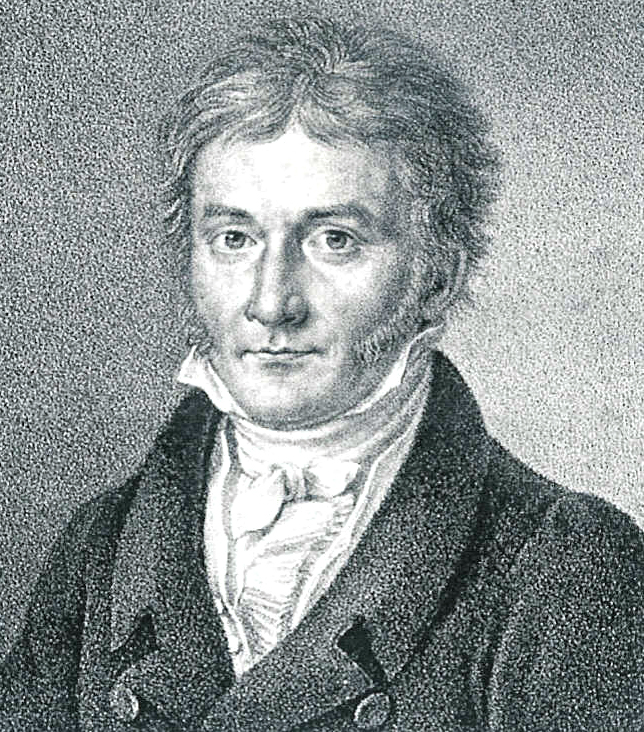
Lithographie von Gauß in den Astronomischen Nachrichten, 1828 von Bendixen

Gauß misstraute bereits mit zwölf Jahren der Beweisführung in der elementaren Geometrie und ahnte mit sechzehn Jahren, dass es neben der euklidischen Geometrie noch eine nichteuklidische Geometrie geben müsse.
Diese Arbeiten vertiefte er in den 1820er Jahren: Unabhängig von János Bolyai und Nikolai Iwanowitsch Lobatschewski bemerkte er, dass Euklids Parallelenaxiom nicht denknotwendig ist. Seine Gedanken zur nichteuklidischen Geometrie veröffentlichte er jedoch nicht, nach den Berichten seiner Vertrauten vermutlich aus Furcht vor dem Unverständnis der Zeitgenossen. Als ihm sein Studienfreund Wolfgang Bolyai, mit dem er korrespondierte, allerdings von den Arbeiten seines Sohnes János Bolyai berichtete, lobte er ihn zwar, konnte es aber nicht unterlassen zu erwähnen, dass er selbst schon sehr viel früher darauf gekommen war („[die Arbeit Deines Sohnes] loben hiesse mich selbst loben“). Er habe darüber nichts veröffentlicht, da er „das Geschrei der Böotier scheue“.

Lobatschewskis Arbeiten fand Gauß so interessant, dass er noch in fortgeschrittenem Alter die Russische Sprache lernte, um sie zu studieren.

### Primzahlverteilung und Methode der kleinsten Quadrate
Mit 18 Jahren entdeckte er einige Eigenschaften der Primzahlverteilung und fand die Methode der kleinsten Quadrate, bei der es darum geht, die Summe der Quadrate von Abweichungen zu minimieren. Er sah vorläufig von einer Veröffentlichung ab. Nachdem Adrien-Marie Legendre 1805 seine „Méthode des moindres carrés“ in einer Abhandlung veröffentlicht hatte und Gauß seine Ergebnisse erst 1809 bekannt machte, entstand daraus ein Prioritätsstreit.
Nach dieser Methode lässt sich etwa das wahrscheinlichste Ergebnis für eine neue Messung aus einer genügend großen Zahl vorheriger Messungen ermitteln. Auf dieser Basis untersuchte er später Theorien zur Berechnung von Flächeninhalten unter Kurven (numerische Integration), die ihn zur gaußschen Glockenkurve gelangen ließen. Die zugehörige Funktion ist bekannt als die Dichte der Normalverteilung und wird bei vielen Aufgaben zur Wahrscheinlichkeitsrechnung angewandt, wo sie die (asymptotische, das heißt für genügend große Datenmengen gültige) Verteilungsfunktion der Summe von zufällig um einen Mittelwert streuenden Daten ist. Gauß selbst machte davon unter anderem in seiner erfolgreichen Verwaltung der Witwen- und Waisenkasse der Göttinger Universität Gebrauch. Er stellte über mehrere Jahre eine gründliche Analyse an, in der er zu dem Schluss kam, dass die Pensionen leicht erhöht werden konnten. Damit legte Gauß auch Grundlagen in der Versicherungsmathematik.

### Einführung der elliptischen Funktionen
Als 19-Jähriger führte er 1796, bei Betrachtungen über die Bogenlänge auf einer Lemniskate in Abhängigkeit von der Entfernung des Kurvenpunktes zum Ursprung, mit den lemniskatischen Sinusfunktionen die historisch ersten, heute so genannten elliptischen Funktionen ein. Seine Notizen darüber hat er jedoch nie veröffentlicht. Diese Arbeiten stehen in Zusammenhang mit seiner Untersuchung des arithmetisch-geometrischen Mittels. Die eigentliche Entwicklung der Theorie der elliptischen Funktionen, den Umkehrfunktionen der schon länger bekannten elliptischen Integrale, erfolgte durch Niels Henrik Abel (1827) und Carl Gustav Jacobi.

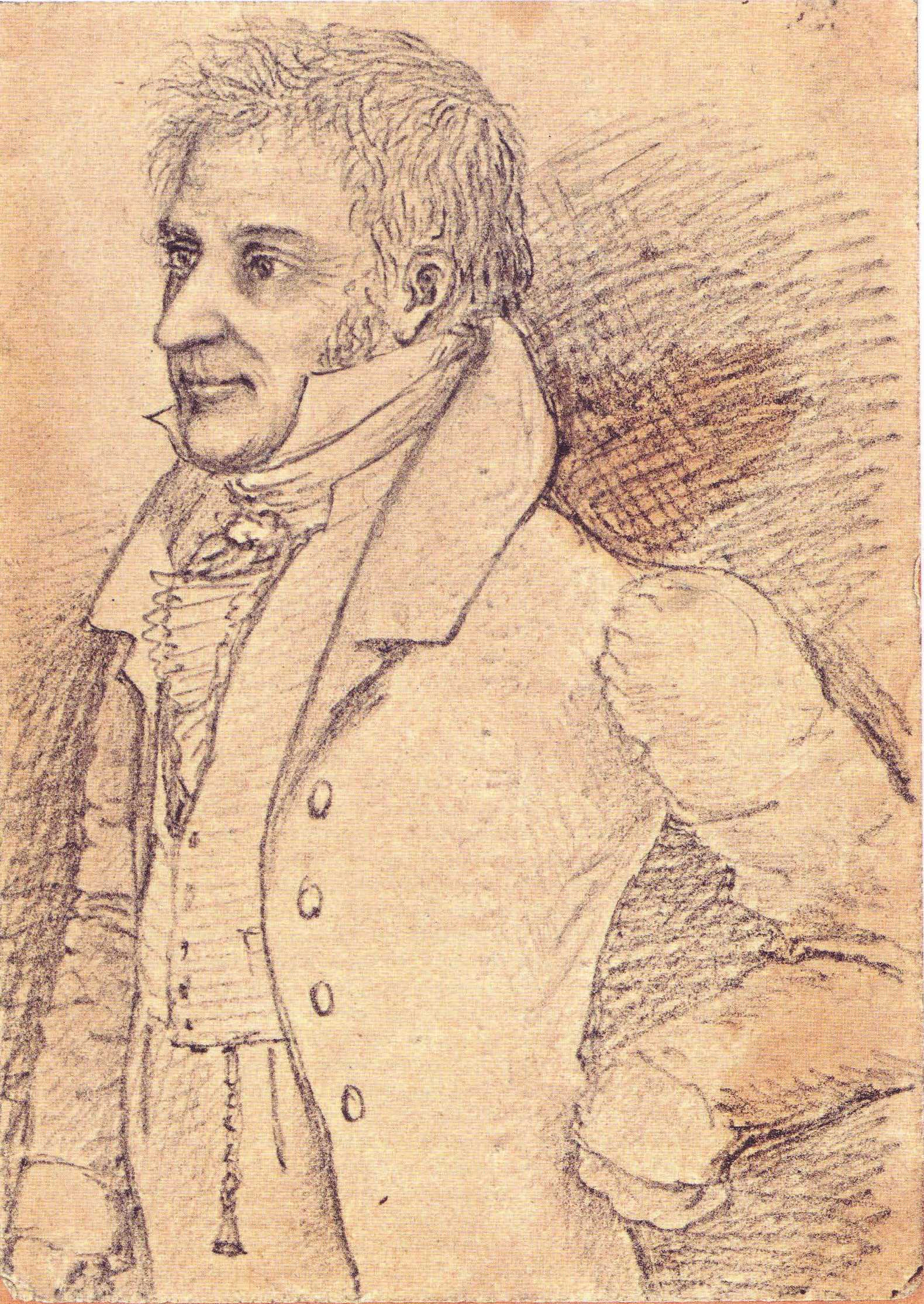
Gauß, Skizze seines Freundes Johann Benedict Listing, 1830

### Fundamentalsatz der Algebra, Beiträge zur Verwendung komplexer Zahlen
Gauß erfasste früh den Nutzen komplexer Zahlen, so in seiner Doktorarbeit von 1799, die einen Beweis des Fundamentalsatzes der Algebra enthält. Dieser Satz besagt, dass jede algebraische Gleichung mit Grad größer als null mindestens eine reelle oder komplexe Lösung besitzt. Den älteren Beweis von Jean-Baptiste le Rond d’Alembert kritisierte Gauß als ungenügend, aber auch sein eigener Beweis erfüllt noch nicht die späteren Ansprüche an topologische Strenge. Gauß kam auf den Beweis des Fundamentalsatzes noch mehrfach zurück und gab neue Beweise 1815 und 1816.
Gauß kannte spätestens 1811 die geometrische Darstellung komplexer Zahlen in einer Zahlenebene (gaußsche Zahlenebene), die schon Jean-Robert Argand 1806 und Caspar Wessel 1797 gefunden hatten. In dem Brief an Bessel, in dem er dies mitteilt, wurde auch deutlich, dass er weitere wichtige Konzepte der Funktionentheorie wie das Kurvenintegral im Komplexen und den Cauchyschen Integralsatz kannte und erste Ansätze zu Perioden von Integralen. Er veröffentlichte darüber aber nichts bis 1831, als er in seinem Aufsatz zur Zahlentheorie Theoria biquadratorum den Namen komplexe Zahl einführte. In der Veröffentlichung der Begründung der komplexen Analysis war ihm inzwischen Augustin-Louis Cauchy (1821, 1825) zuvorgekommen. 1849 veröffentlicht er zu seinem Goldenen Doktorjubiläum eine verbesserte Version seiner Dissertation zum Fundamentalsatz der Algebra, in der er im Gegensatz zur ersten Version explizit komplexe Zahlen benutzt.

### Beiträge zur Zahlentheorie

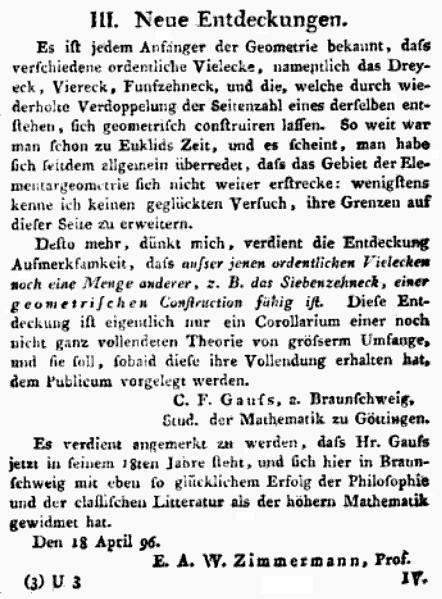
Mitteilung der Konstruierbarkeit im Intelligenzblatt der Allgemeinen Literatur-Zeitung (1796)

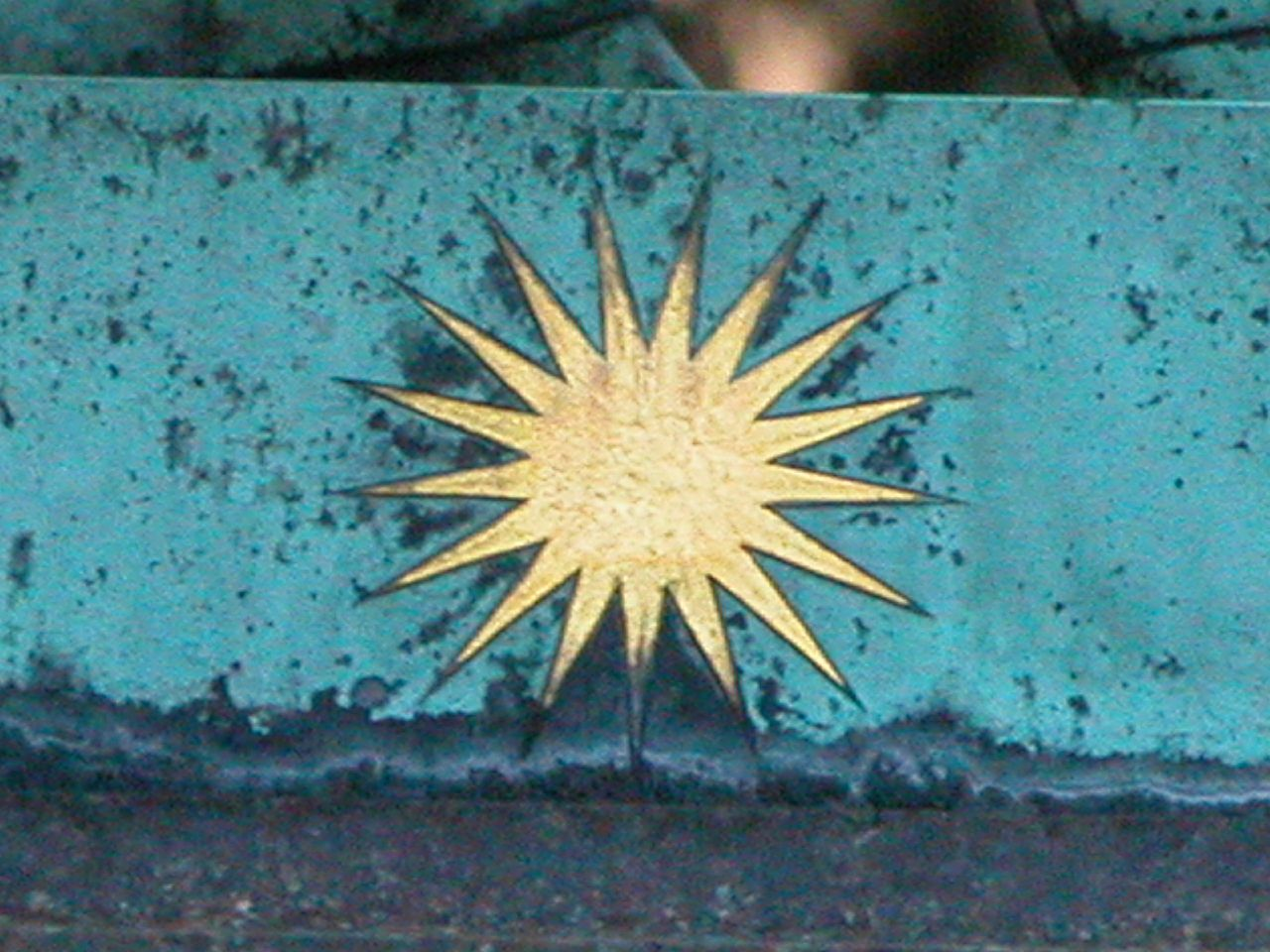
17-Eck-Stern am Braunschweiger Gaußdenkmal

Am 30. März 1796, einen Monat vor seinem neunzehnten Geburtstag, bewies er die Konstruierbarkeit des regelmäßigen Siebzehnecks und lieferte damit die erste nennenswerte Ergänzung euklidischer Konstruktionen seit 2000 Jahren. Dies war aber nur ein Nebenergebnis bei der Arbeit für sein zahlentheoretisch viel weiterreichendes Werk Disquisitiones Arithmeticae.
Eine erste Ankündigung dieses Werkes fand sich am 1. Juni 1796 im Intelligenzblatt der Allgemeinen Literatur-Zeitung in Jena. Die 1801 erschienenen Disquisitiones wurden grundlegend für die weitere Entwicklung der Zahlentheorie, zu der einer seiner Hauptbeiträge der Beweis des quadratischen Reziprozitätsgesetzes war, das die Lösbarkeit von quadratischen Gleichungen „mod p“ beschreibt und für das er im Laufe seines Lebens fast ein Dutzend verschiedene Beweise fand. Neben dem Aufbau der elementaren Zahlentheorie auf modularer Arithmetik findet sich eine Diskussion von Kettenbrüchen und der Kreisteilung, mit einer berühmten Andeutung über ähnliche Sätze bei der Lemniskate und anderen elliptischen Funktionen, die später Niels Henrik Abel und andere anregten. Einen Großteil des Werks nimmt die Theorie der quadratischen Formen ein, deren Geschlechtertheorie er entwickelt.
Es finden sich aber noch viele weitere tiefliegende Resultate, oft nur kurz angedeutet, in diesem Buch, die die Arbeit späterer Generationen von Zahlentheoretikern in vielfältiger Weise befruchteten. Der Zahlentheoretiker Peter Gustav Lejeune Dirichlet berichtete, er habe die Disquisitiones sein Leben lang bei der Arbeit stets griffbereit gehabt. Das Gleiche gilt für die beiden Arbeiten über biquadratische Reziprozitätsgesetze von 1825 und 1831, in denen er die gaußschen Zahlen einführt (ganzzahliges Gitter in komplexer Zahlenebene). Die Arbeiten sind wahrscheinlich Teil einer geplanten Fortsetzung der Disquisitiones, die aber nie erschien. Beweise für diese Gesetze gab dann Gotthold Eisenstein 1844.
André Weil regte die Lektüre dieser Arbeiten (und einiger Stellen im Tagebuch, wo es in versteckter Form um Lösung von Gleichungen über endlichen Körpern geht) nach seinen eigenen Angaben zu seinen Arbeiten über die Weil-Vermutungen an. Gauß kannte zwar den Primzahlsatz, veröffentlichte ihn aber nicht.
Gauß förderte auf diesem Gebiet eine der ersten Mathematikerinnen der Neuzeit, Sophie Germain. Gauß korrespondierte mit ihr ab 1804 über Zahlentheorie, wobei sie sich erst eines männlichen Pseudonyms bediente. Erst 1806 gab sie ihre weibliche Identität preis, als sie sich nach der Besetzung Braunschweigs bei dessen französischem Kommandanten für seine Sicherheit verwendete. Gauß lobte ihre Arbeit und ihr tiefes Verständnis der Zahlentheorie und bat sie, ihm für sein Preisgeld, das er mit dem Lalande-Preis erhielt, 1810 in Paris eine genaue Pendeluhr zu besorgen.

### Beiträge zur Astronomie
Nach der Fertigstellung der Disquisitiones wandte sich Gauß der Astronomie zu. Anlass hierfür war die Entdeckung des Zwergplaneten Ceres durch Giuseppe Piazzi am 1. Januar 1801, dessen Position am Himmel der Astronom kurz nach seiner Entdeckung wieder verloren hatte. Der 24-jährige Gauß schaffte es, die Bahn mit Hilfe einer neuen indirekten Methode der Bahnbestimmung und seiner Ausgleichsrechnungen auf Basis der Methode der kleinsten Quadrate so zu berechnen, dass Franz Xaver von Zach ihn am 7. Dezember 1801 und – bestätigt – am 31. Dezember 1801 wiederfinden konnte. Heinrich Wilhelm Olbers bestätigte dies unabhängig von Zach durch Beobachtung am 1. und 2. Januar 1802.
Das Problem der Wiederauffindung der Ceres als solches lag darin, dass durch die Beobachtungen weder der Ort, ein Stück der Bahn, noch die Entfernung bekannt sind, sondern nur die Richtungen der Beobachtung. Dies führt auf die Suche einer Ellipse und nicht nach einem Kreis, wie ihn Gauß’ Konkurrenten ansetzten. Einer der Brennpunkte der Ellipse ist bekannt (die Sonne selbst), und die Bögen der Bahn der Ceres zwischen den Richtungen der Beobachtung werden nach dem zweiten Keplerschen Gesetz durchlaufen, das heißt, die Zeiten verhalten sich wie die vom Leitstrahl überstrichenen Flächen. Außerdem ist für die rechnerische Lösung bekannt, dass die Beobachtungen selbst von einem Kegelschnitt im Raum ausgehen, der Erdbahn selbst.
Im Grundsatz führt das Problem auf eine Gleichung achten Grades, deren triviale Lösung die Erdbahn selbst ist. Durch umfangreiche Nebenbedingungen und die von Gauß entwickelte Methode der kleinsten Quadrate gelang es dem 24-Jährigen, für die Bahn der Ceres für den 25. November bis 31. Dezember 1801 den von ihm berechneten Ort anzugeben. Damit konnte Zach am letzten Tag der Vorhersage Ceres wiederfinden. Der Ort lag nicht weniger als 7° (d. h. 13,5 Vollmondbreiten) östlich der Stelle, wo die anderen Astronomen Ceres vermutet hatten, was nicht nur Zach, sondern auch Olbers gebührend würdigte.
Diese Arbeiten, die Gauß noch vor seiner Ernennung zum Sternwarten-Direktor in Göttingen unternahm, machten ihn mehr noch als seine Zahlentheorie in Europa mit einem Schlag bekannt und verschafften ihm unter anderem eine Einladung an die Akademie nach Sankt Petersburg, deren korrespondierendes Mitglied er 1802 wurde.
Die in diesem Zusammenhang von Gauß gefundene iterative Methode wird noch heute angewandt, weil sie es einerseits ermöglicht, alle bekannten Kräfte ohne erheblichen Mehraufwand in das physikalisch-mathematische Modell einzubauen, und andererseits computertechnisch einfach handhabbar ist.
Gauß beschäftigte sich danach noch mit der Bahn des Asteroiden Pallas, auf deren Berechnung die Pariser Akademie ein Preisgeld ausgesetzt hatte, konnte die Lösung jedoch nicht finden. Seine Erfahrungen mit der Bahnbestimmung von Himmelskörpern mündeten jedoch 1809 in seinem Werk Theoria motus corporum coelestium in sectionibus conicis solem ambientium.

### Beiträge zur Potentialtheorie
In der Potentialtheorie und Physik ist der gaußsche Integralsatz (1835, veröffentlicht erst 1867) grundlegend. Er identifiziert in einem Vektorfeld das Integral der Divergenz (Ableitungsvektor angewandt auf das Vektorfeld) über ein Volumen mit dem Integral des Vektorfeldes über die Oberfläche dieses Volumens.

### Landvermessung und Erfindung des Heliotrops

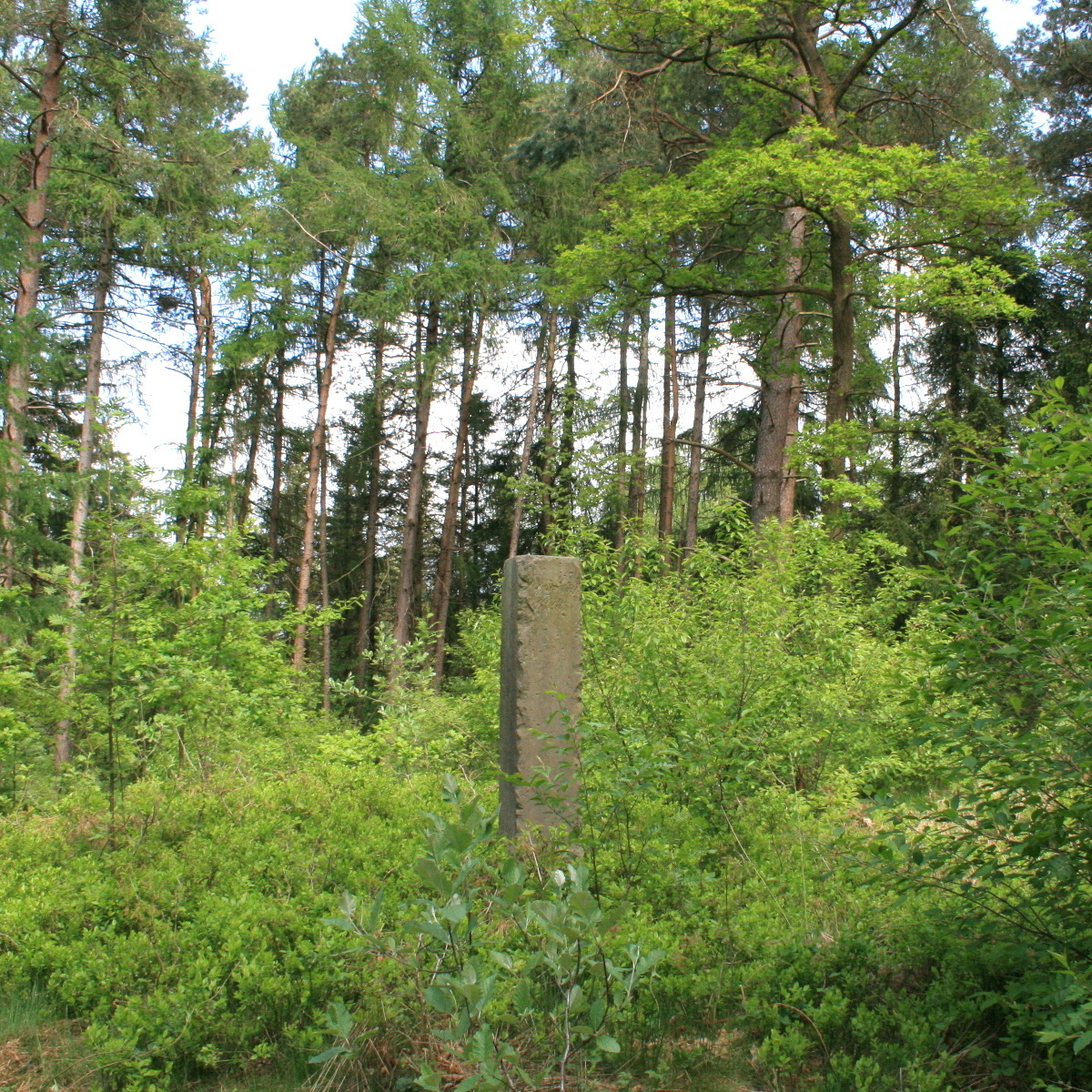
Der Gaußstein Garlste

Auf dem Gebiet der Geodäsie sammelte Gauß zwischen 1797 und 1801 die ersten Erfahrungen, als er dem französischen Generalquartiermeister Lecoq bei dessen Landesvermessung des Herzogtums Westfalen als Berater zur Seite stand. 1816 wurde sein ehemaliger Schüler Heinrich Christian Schumacher vom König von Dänemark mit der Durchführung einer Breiten- und Längengradmessung in dänischem Gebiet beauftragt. Im Anschluss daran erhielt Gauß von 1820 bis 1826 die Leitung der Landesvermessung des Königreichs Hannover („gaußsche Landesaufnahme“), wobei ihm zeitweise sein Sohn Joseph assistierte, der in der Hannoverschen Armee als Artillerieoffizier tätig war. Diese Vermessung setzte die dänische auf hannoverschem Gebiet nach Süden fort, wobei Gauß die von Schumacher gemessene Braaker Basis mitbenutzte. Durch die von ihm erfundene Methode der kleinsten Quadrate und die systematische Lösung umfangreicher linearer Gleichungssysteme (gaußsches Eliminationsverfahren) gelang ihm eine erhebliche Steigerung der Genauigkeit. Auch für die praktische Durchführung interessierte er sich: Er erfand als Messinstrument das über Sonnenspiegel beleuchtete Heliotrop.

### Gaußsche Krümmung und Geodäsie

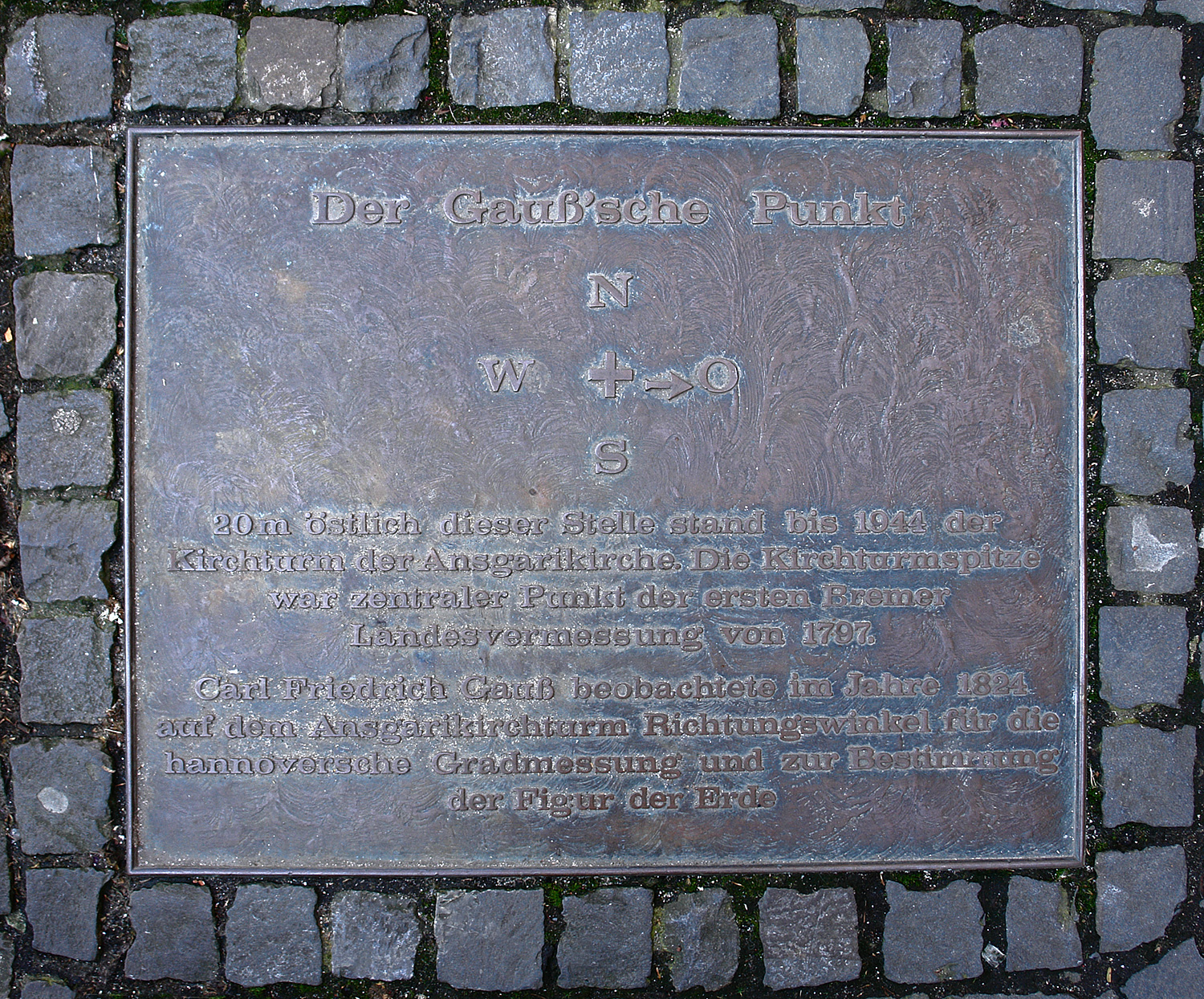
Der Gauß’sche Punkt in Bremen

In diesen Jahren beschäftigte er sich – angeregt durch die Geodäsie und die Karten-Theorie – mit der Theorie der Differentialgeometrie der Flächen, führte unter anderem die gaußsche Krümmung ein und bewies sein Theorema egregium. Dieses besagt, dass die gaußsche Krümmung, die durch die Hauptkrümmungen einer Fläche im Raum definiert ist, allein durch Maße der inneren Geometrie, d. h. durch Messungen innerhalb der Fläche, bestimmt werden kann. Daher ist die gaußsche Krümmung unabhängig von der Einbettung der Fläche in den dreidimensionalen Raum, sie ändert sich also bei längentreuen Abbildungen von Flächen aufeinander nicht. Aus diesem Grund kann keine maßstabsgetreue Weltkarte erstellt werden.

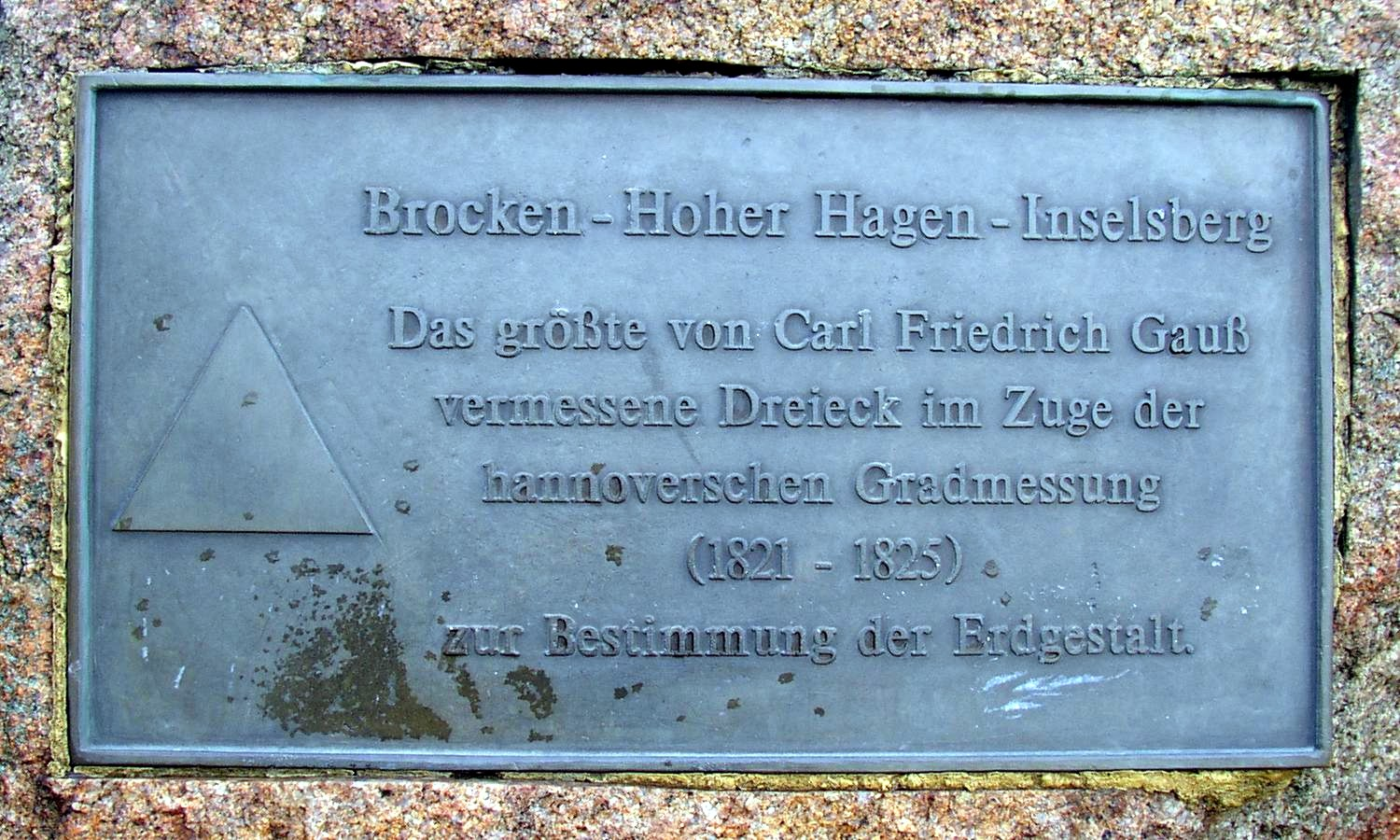
Gedenktafel auf dem Brocken

Wolfgang Sartorius von Waltershausen berichtet, Gauß habe bei Gelegenheit der Hannoverschen Landesvermessung empirisch nach einer Abweichung der Winkelsumme besonders großer Dreiecke vom euklidischen Wert 180° gesucht – wie etwa bei dem von Gauß gemessenen planen Dreieck, das vom Brocken im Harz, dem Inselsberg im Thüringer Wald und dem Hohen Hagen bei Dransfeld gebildet wird. Max Jammer schrieb über diese gaußsche Messung und ihr Ergebnis:

„Er vermaß […] ein durch drei Berge, den Brocken, den Hohen Hagen und den Inselberg gebildetes Dreieck, dessen Seiten 69, 85 und 107 km maßen. Es braucht kaum eigens gesagt zu werden, daß er innerhalb der Fehlergrenze keine Abweichung von 180° entdeckte und daraus den Schluß zog, die Struktur des wirklichen Raumes sei, soweit die Erfahrung darüber eine Aussage erlaubt, Euklidisch.“

Der Winkelexzess in diesem Dreieck beträgt aufgrund der Größe der Erde nur 0,25 Winkelminuten. Die oben erwähnte Vermutung zur Motivation ist Gegenstand von Spekulationen.

### Magnetismus, Elektrizität und Telegrafie
Zusammen mit Wilhelm Eduard Weber arbeitete er ab 1831 auf dem Gebiet des Magnetismus. Weber erfand mit Gauß 1833 eine elektromagnetische Telegraphenanlage mit einem Relais ähnlichen Prinzip, die seine Sternwarte mit dem physikalischen Institut über eine Entfernung von 1100 Metern verband. Dabei verwendeten sie der Telegrafie angepasste Galvanometer und Magnetometer und entwickelten mehrere Versionen. Der Leiter bestand aus zwei Kupferdrähten (später Eisendrähte), die jeweils zwei Spulen miteinander verbanden: eine in Webers Kabinett und eine in der Sternwarte von Gauß. Beide Spulen waren locker um einen Magnetstab gewickelt und konnten entlang des Stabes bewegt werden. Das zwei Jahre zuvor entdeckte Prinzip der elektromagnetischen Induktion löste bei einer Bewegung der Sender-Spule, die um einen Stabmagneten gewickelt war, einen Stromstoß aus, der über den Draht zur anderen Spule geleitet und dort wieder in Bewegung übersetzt wurde. Das Ausschlagen des in einem Holzrahmen befestigten Stabmagneten mit Spule beim Empfänger (das ein Relais oder Magnetometer bzw. Spiegelgalvanometer ähnliches Prinzip darstellte) wurde dabei durch ein System von Spiegeln und Fernrohren vergrößert und sichtbar gemacht. Buchstaben wurden über einen Binärcode dargestellt (siehe auch: Gauß-Weber-Code), der der Stromrichtung entsprach (der Spiegel im Empfänger wurde jeweils nach links oder rechts gedreht). Die erste Nachricht war wahrscheinlich Wissen vor Meinen, Sein vor Scheinen – diese Nachricht fand sich in den Aufzeichnungen von Gauß in Binärcode. Nach anderen Quellen kündigten sie die Ankunft eines Dieners an, der sonst die Botschaften überbrachte (Michelmann kommt).
Bereits zwei Jahre vor Gauß und Weber entwickelte Joseph Henry und ein Jahr vor Gauß und Weber entwickelte Paul Ludwig Schilling von Cannstatt eine elektromagnetische Telegrafieapparatur, es kam bei beiden aber zu keiner Anwendung über längere Strecken und er fand auch keine größere Aufmerksamkeit. 1845 wurde die Anlage von Gauß und Weber durch einen Blitzschlag zerstört, wobei auch der Hut einer Dame in Brand geriet. Ein Stall, an dem die Leitung vorbeiging, blieb aber verschont, was ansonsten einen möglichen Stadtbrand ausgelöst haben könnte. Die kommerzielle Anwendung erfolgte aber durch andere, insbesondere durch Samuel Morse in den USA einige Jahre nach der Erfindung von Gauß und Weber (siehe auch: Telegrafenlinie Baltimore–Washington). Gauß sah aber die Möglichkeiten der Anwendung zum Beispiel im großräumigen russischen Reich und für die Eisenbahn und sie verfassten ein entsprechendes Memorandum, was sich in Deutschland aber damals wegen der Kosten für die Leitungen nicht realisierte. Obwohl sie darüber auch veröffentlichten, geriet auch die Telegrafenerfindung von Gauß und Weber in den Jahren darauf fast in Vergessenheit und andere reklamierten die Erfindung für sich.
Mit Weber zusammen entwickelte er das CGS-Einheitensystem, das 1881 auf einem internationalen Kongress in Paris zur Grundlage der elektrotechnischen Maßeinheiten bestimmt wurde. Er organisierte ein weltweites Netz von Beobachtungsstationen (Magnetischer Verein), um das erdmagnetische Feld zu vermessen.
Gauß fand bei seinen Experimenten zur Elektrizitätslehre 1833 vor Gustav Robert Kirchhoff (1845) die Kirchhoffschen Regeln für Stromkreise.

### Sonstiges
Von ihm stammt die Gaußsche Osterformel zur Berechnung des Osterdatums, und er entwickelte auch eine Pessach-Formel.

## Arbeitsweise von Gauß

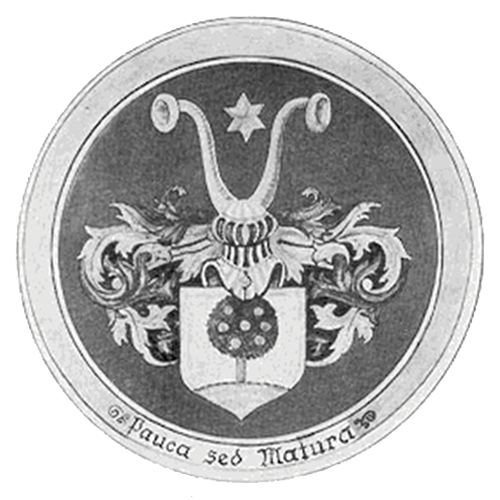
Gauß-Siegel Pauca sed Matura („Weniges, aber Reifes“)

Gauß arbeitete auf vielen Gebieten, veröffentlichte seine Ergebnisse jedoch erst, wenn eine Theorie seiner Meinung nach vollständig war. Dies führte dazu, dass er Kollegen gelegentlich darauf hinwies, dieses oder jenes Resultat schon lange bewiesen zu haben, es wegen der Unvollständigkeit der zugrundeliegenden Theorie oder der ihm fehlenden, zum schnellen Arbeiten nötigen Unbekümmertheit nur noch nicht präsentiert zu haben.
Bezeichnenderweise besaß Gauß ein Petschaft, das einen von wenigen Früchten behangenen Baum mit dem Motto Pauca sed Matura („Weniges, aber Reifes“) zeigte. Einer Anekdote zufolge lehnte er es gegenüber Bekannten, die um Gauß’ umfangreiche Arbeiten wussten, ab, diesen Wahlspruch zu ersetzen, z. B. durch Multa nec immatura („Vieles, aber nicht Unreifes“), da er nach seinem Bekunden lieber eine Entdeckung einem anderen überließ, als sie nicht vollständig ausgearbeitet unter seinem Namen zu veröffentlichen. Das ersparte ihm Zeit in den Bereichen, die Gauß eher als Randthemen betrachtete, so dass er diese Zeit auf seine originäre Arbeit verwenden konnte.
Gauß’ wissenschaftlicher Nachlass wird in den Spezialsammlungen der Niedersächsischen Staats- und Universitätsbibliothek Göttingen aufbewahrt.

## Sonstiges
Nach seinem Tod wurde das Gehirn entnommen. Es wurde mehrfach, zuletzt 1998, mit verschiedenen Methoden untersucht, aber ohne einen besonderen Befund, der seine mathematischen Fähigkeiten erklären würde. Es befindet sich heute separat, in Formalin konserviert, in der Abteilung für Ethik und Geschichte der Medizin der Medizinischen Fakultät der Universität Göttingen.
Im Herbst 2013 wurde an der Universität Göttingen eine Verwechslung aufgedeckt: Die zu diesem Zeitpunkt über 150 Jahre alten Gehirnpräparate des Mathematikers Gauß und des Göttinger Mediziners Conrad Heinrich Fuchs sind – wahrscheinlich schon bald nach der Entnahme – vertauscht worden. Beide Präparate wurden in der Anatomischen Sammlung der Göttinger Universitätsklinik in Gläsern mit Formaldehyd aufbewahrt. Das Originalgehirn von Gauß befand sich im Glas mit der Aufschrift „C. H. Fuchs“, und das Fuchs-Gehirn war etikettiert mit „C. F. Gauss“. Damit sind die bisherigen Untersuchungsergebnisse über das Gehirn von Gauß obsolet. Die Wissenschaftlerin Renate Schweizer befasste sich wegen der vom vermeintlichen Gehirn von Gauß angefertigten MRT-Bilder, die eine seltene Zweiteilung der Zentralfurche zeigten, erneut mit den Präparaten und entdeckte, dass diese Auffälligkeit in Zeichnungen, die kurz nach Gauß’ Tod erstellt worden waren, fehlte.

## Gauß als Namensgeber

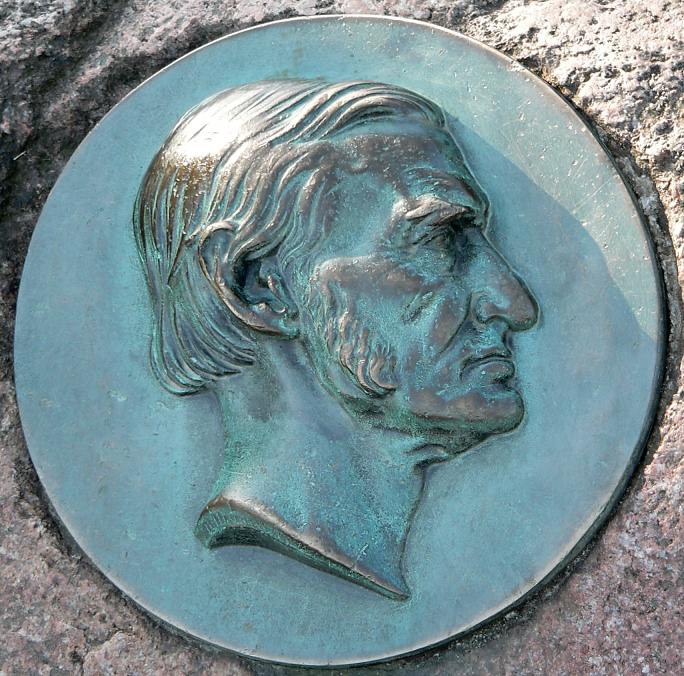
Porträtbildnis an einem Vermessungsstein am Wilseder Berg

Von Gauß entwickelte Methoden oder Ideen, die seinen Namen tragen, sind:
- Gaußsches Eliminationsverfahren zur Diagonalisierung und Invertierung von Matrizen und damit zur Lösung von linearen Gleichungssystemen
- Fehlerfortpflanzung, eine Aussage über die Auswirkung von Unsicherheiten einwirkender auf abgeleitete Größen
- Fehlerintegral, das Integral der gaußschen Normalverteilung
- Gaussian Blur, das Weichzeichnen eines Bildes nach der Gauß-Funktion
- Gaußscher Integralsatz, der einen Zusammenhang zwischen der Divergenz eines Vektorfelds und dem durch das Feld vorgegebenen Fluss durch eine geschlossene Oberfläche herstellt
- Gaußsches Gesetz der Elektrostatik, nach dem der elektrische Fluss durch eine geschlossene Oberfläche proportional zur umschlossenen Ladung ist
- Gaußsche Krümmung, ein zentraler Krümmungsbegriff in der Differentialgeometrie
- Gaußsche Osterformel zur Berechnung des Osterdatums
- Gaußsche Pessach-Formel zur Berechnung des Datums des jüdischen Pessach-Festes
- Gaußsche Wochentagsformel zur Berechnung eines Wochentages anhand eines Datums
- Gaußsche Trapezformel zur Berechnung einer Fläche aus Koordinaten durch Zerlegung in Dreiecke bzw. Trapeze
- Prinzip des kleinsten Zwanges in der Mechanik, nach dem sich ein mechanisches System so bewegt, dass der Zwang minimiert wird.
- Gauß-Quadratur, ein numerisches Integrationsverfahren, bei dem die Stützstellen (Gaußpunkte) und Gewichte optimal gewählt werden
- Normalengleichungen, ein quadratisches Gleichungssystem, deren Lösung die Kleinste-Quadrate-Lösung darstellt
- Normalverteilung, auch gaußsche Glockenkurve, oder Gauß-Verteilung genannt (die Glockenkurve schmückte, neben dem Porträt von Carl Friedrich Gauß platziert, von 1989 bis 2001 die letzte 10-DM-Banknote der Bundesrepublik Deutschland)
- Gaußsche Zahl, eine Erweiterung der ganzen Zahlen auf die komplexen Zahlen
- Gaußsche Zahlenebene als geometrische Deutung der Menge der komplexen Zahlen
- Gaußklammer, eine Funktion, die Zahlen auf die nächstkleinere ganze Zahl abrundet
- Gauß-Prozess, ein stochastischer Prozess, deren endlichdimensionale Verteilungen Normalverteilungen sind
- Lemma von Gauß, ein Schritt in einem seiner Beweise des Quadratischen Reziprozitätsgesetzes
- Gaußsche Summenformel, auch „kleiner Gauß“ genannt, eine Formel für die Summe der ersten natürlichen Zahlen
- Gaußsche Summe, ein bestimmter Typ einer endlichen Summe von Einheitswurzeln
- Satz von Gauß-Markow über die Existenz eines besten linearen erwartungstreuen Schätzers innerhalb der Klasse der linearen erwartungstreuen Schätzfunktionen

Methoden und Ideen, die teilweise auf seinen Arbeiten beruhen, sind:
- Satz von Gauß-Bonnet in der Differentialgeometrie
- Gauß-Elling-Verfahren, ein Verfahren zur Flächenberechnung nach Koordinaten
- Gauß-Jordan-Algorithmus, eine Weiterentwicklung des gaußschen Eliminationsverfahrens
- Gauß-Helmert-Modell, der Allgemeinfall der Ausgleichungsrechnung
- Gaußsche hypergeometrische Funktion, die Lösung der hypergeometrischen Differentialgleichung ist.
- Gauß-Krüger-Koordinatensystem und die Gauß-Krüger-Projektion
- Gaußsche Optik, eine mathematische Beschreibung der Ausbreitung von Laserlicht
- Gauß-Newton-Verfahren, ein Verfahren zur Lösung nichtlinearer Gleichungen
- Gauß-Seidel-Verfahren, ein Verfahren zur Lösung von linearen Gleichungssystemen
- Gauß-Laplace-Pyramide, auch Burt-Adelson-Pyramiden oder Gauß- und Laplacepyramide
- Gauß-Weingarten-Gleichungen, System partieller Differentialgleichungen aus der Differentialgeometrie
- Gaußgewehr, Geschütz, das ein ferromagnetisches Projektil mittels (Elektro-)Magneten beschleunigt, ähnlich Linearmotor

Zu seinen Ehren benannt sind:
- Wissenschaft und Technik

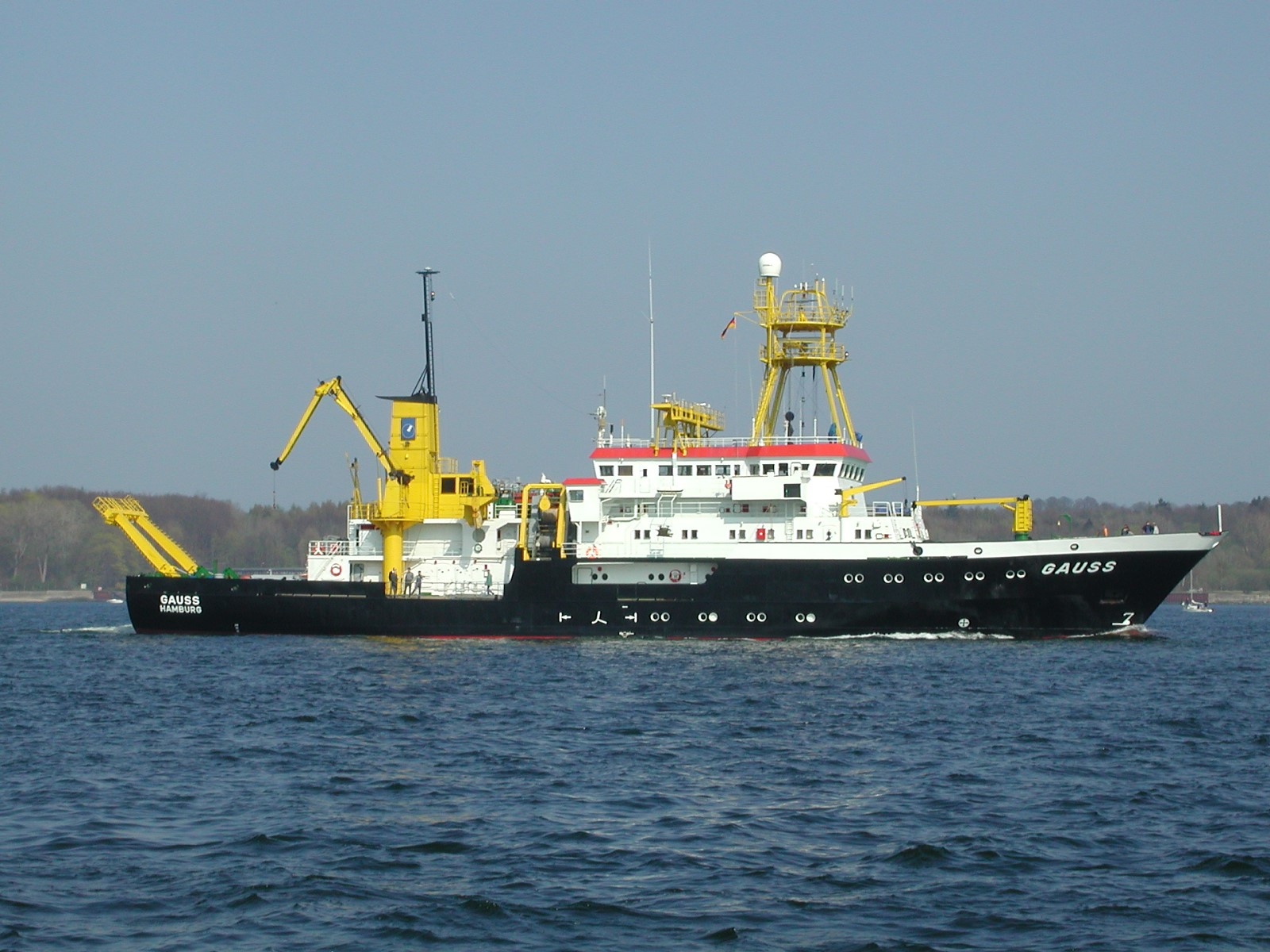
Vermessungsschiff Gauss

  - Gauß (Einheit), die veraltete cgs-Einheit der magnetischen Flussdichte im gaußschen Einheitensystem
  - Gaußsches Einheitensystem
  - Gaußsche Gravitationskonstante
  - Gaußsche Polaritätszone
  - Forschungsschiffe
    - Gauß (Schiff, 1901)
    - Gauss (Schiff, 1941)
    - Gauss (Schiff, 1980)

  - Gauß-Professur an der Georg-August-Universität Göttingen
  - Carl-Friedrich-Gauß-Fakultät für Mathematik, Informatik, Wirtschafts- und Sozialwissenschaften der TU Braunschweig
  - Gauss Centre for Supercomputing, Zusammenschluss von drei deutschen Supercomputing-Zentren (FZJ, LRZ, HLRZ)
- Natur
  - Gaußberg im Kaiser-Wilhelm-II.-Land in der Antarktis
  - Mount Gauss im Viktorialand in der Antarktis
  - Gaußberg (Braunschweig), Grünanlage
  - Gauss (Mondkrater)
  - (1001) Gaussia, Asteroid
  - Gaussia (Gattung) H.Wendl. aus der Familie der Palmen (Arecaceae)[43]
- Gebäude
  - Gauß-Museum, umgestaltetes Geburtshaus in Braunschweig
  - Gaußturm auf dem Hohen Hagen bei Dransfeld
  - zahlreiche Schulen in Deutschland und aller Welt
  - Gauß IT Zentrum der TU Braunschweig
  - Gauß-Haus auf dem Hainberg bei Göttingen
  - Haus Gauß der Berliner Hochschule für Technik
- Software
  - GAUSS (Software), Numerikprogramm
  - GAUSSIAN, Computerchemieprogramm
- Ehrungen
  - Carl-Friedrich-Gauß-Medaille der Braunschweigischen Wissenschaftlichen Gesellschaft
  - Gauß-Medaille der Akademie der Wissenschaften der DDR
  - Gauß-Vorlesung der Deutschen Mathematiker-Vereinigung zu Facetten der Mathematik aus historischer und aktueller Perspektive (einmal pro Semester seit 2001 an wechselndem Ort)[44]

## Schriften
- Demonstratio nova theorematis omnem functionem algebraicam rationalem integram unius variabilis in factores reales primi vel secundi gradus resolvi posse (Neuer Beweis des Satzes, dass jede algebraische rationale ganze Funktion einer Veränderlichen in reelle Faktoren des ersten oder zweiten Grades zerlegt werden kann). C. G. Fleckeisen, Helmstadii (Helmstedt) 1799 (lateinisch; Doktorarbeit über den Fundamentalsatz der Algebra; bei der HU Berlin; auch in: Gauß: Werke. Band 3. S. 3–30, dito, dito).
- Disquisitiones Arithmeticae (Arithmetische Untersuchungen). Gerhard Fleischer jun., Lipsiae (Leipzig) 1801 (lateinisch; auch in: Gauß: Werke. Band 1. Zweiter Abdruck; archive.org).
- Theoria motus corporum coelestium in sectionibus conicis solem ambientium (Theorie der Bewegung der Himmelskörper, die in Kegelschnitten die Sonne umlaufen). F. Perthes und I. H. Besser, Hamburgi (Hamburg) 1809 (lateinisch; auch in: Gauß: Werke. Band 7. S. 1–261), (Digitalisat)
- Carl Friedrich Gauss, Disquisitio de elementis ellipticis Palladis, 1810.
- Disquisitiones generales circa seriem infinitam {\displaystyle \textstyle {1+{\frac {\alpha \beta }{1.\gamma }}x+{\frac {\alpha (\alpha +1)\beta (\beta +1)}{1\ .\ 2\ .\ \gamma (\gamma +1)}}xx+{\frac {\alpha (\alpha +1)(\alpha +2)\beta (\beta +1)(\beta +2)}{1\ .\ 2\ .\ 3\ .\ \gamma (\gamma +1)(\gamma +2)}}x^{3}+}} etc. Pars I. (Allgemeine Untersuchungen über die unendliche Reihe 1+… Teil I; 30. Januar 1812), Commentationes Societatis Regiae Scientiarum Gottingensis recentiores 2 (classis mathematicae), 1813, S. 3–46 (lateinisch; auch in: Gauß: Werke. Band 3. S. 123–162, dito, dito).
- Theoria combinationis observationum erroribus minimis obnoxiae (Theorie der den kleinsten Fehlern unterworfenen Kombination der Beobachtungen). Commentationes Societatis Regiae Scientiarum Gottingensis recentiores 5 (classis mathematicae), 1823, und Dieterich, Gottingae (Göttingen) 1823 (lateinisch; bei Google Books).
  - Pars prior. (Erster Teil; 15. Februar 1821), S. 33–62 (auch in: Gauß: Werke. Band 4. S. 3–26).
  - Pars posterior. (Zweiter Teil; 2. Februar 1823), S. 63–90 (auch in: Gauß: Werke. Band 4. S. 27–53).
- Theoria residuorum biquadratorum (Theorie der biquadratischen Reste). Lateinisch.
  - Commentatio prima. (Erste Abhandlung; 5. April 1825), Commentationes Societatis Regiae Scientiarum Gottingensis recentiores 6 (classis mathematicae), 1828, S. 27–56 (auch in: Gauß: Werke. Band 2. S. 67–92).
  - Commentatio secunda. (Zweite Abhandlung; 15. April 1831), Commentationes Societatis Regiae Scientiarum Gottingensis recentiores 7 (classis mathematicae), 1832, S. 89–148 (auch in: Gauß: Werke. Band 2. S. 95–148; Textarchiv – Internet Archive. Anzeige von Theoria residuorum biquadraticorum, commentatio secunda. In: Göttingische gelehrte Anzeigen. 23. April 1831, S. 169–178. Digitalisat und Volltext im Deutschen Textarchiv).
- Supplementum theoriae combinationis observationum erroribus minimis obnoxiae. (Ergänzung zur Theorie der den kleinsten Fehlern unterworfenen Kombination der Beobachtungen). 16. September 1826, Commentationes Societatis Regiae Scientiarum Gottingensis recentiores 6 (classis mathematicae), 1828, S. 57–98 (lateinisch; auch in: Gauß: Werke. Band 4. S. 55–93).
- Disquisitiones generales circa superficies curvas. (Allgemeine Untersuchungen über gekrümmte Flächen). 8. Oktober 1827, Commentationes Societatis Regiae Scientiarum Gottingensis recentiores 6 (classis mathematicae), 1828, S. 99–146, und Dieterich, Gottingae (Göttingen) 1828 (lateinisch; mit dem Theorema egregium auf S. 120 oder S. 24; bei Google Books; auch in: Gauß: Werke. Band 4. S. 219–258).
- Principia generalia theoriae figurae fluidorum in statu aequilibrii. (Allgemeine Grundlagen einer Theorie der Gestalt von Flüssigkeiten im Zustand des Gleichgewichts). 28. September 1829, Commentationes Societatis Regiae Scientiarum Gottingensis recentiores 7 (classis mathematicae), 1832, S. 39–88, und Dieterich, Gottingae (Göttingen) 1830 (lateinisch; bei Google Books; auch in: Gauß: Werke. Band 5. S. 31–77).
- Mit Wilhelm Weber (Hrsg.): Resultate aus den Beobachtungen des magnetischen Vereins im Jahre 1836–1841. Weidmannsche Buchhandlung, Leipzig 1837–1843. 1836–1838: archive.org / 1839–1841: archive.org.
- Mit Wilhelm Weber (Hrsg.): Atlas des Erdmagnetismus. Nach den Elementen der Theorie entworfen. Weidmann’sche Buchhandlung, Leipzig 1840 (bei Google Books; auch in: Gauß: Werke. Band 12. S. 335–408).
- Dioptrische Untersuchungen. (10. Dezember 1840), Abhandlungen der Mathematischen Classe der Königlichen Gesellschaft der Wissenschaften zu Göttingen 1, 1843, S. 1–34 (bei Google Books), und Dieterich, Göttingen 1841 (bei Gallica; auch in: Gauß: Werke. Band 5. S. 245–276).
- Allgemeine Lehrsätze in Beziehung auf die im verkehrten Verhältnis des Quadrats der Entfernung wirkenden Anziehungs- und Abstoßungskräfte. Leipzig 1840. Digitalisat und Volltext im Deutschen Textarchiv.
- Untersuchungen über Gegenstände der höhern Geodaesie. Erste Abhandlung. (23. Oktober 1843), Abhandlungen der Mathematischen Classe der Königlichen Gesellschaft der Wissenschaften in Göttingen 2, 1845, S. 3–34 (auch in: Gauß: Werke. Band 4. S. 261–290).
- Untersuchungen über Gegenstände der höhern Geodäsie. Zweite Abhandlung. (1. September 1846), Abhandlungen der Mathematischen Classe der Königlichen Gesellschaft der Wissenschaften in Göttingen 3, 1847, S. 3–35 (auch in: Gauß: Werke. Band 4. S. 303–334).
- Theodor Wittstein (Hrsg.); Allgemeines Koordinaten-Verzeichniss als Ergebnis der Hannoverschen Landesvermessung aus den Jahren 1821 bis 1844. Abgedruckt zum Zwecke der Benutzung bei den Vermessungsarbeiten zur Vorbereitung der anderweiten Regelung der Grundsteuer. Druck von Wilh. Riemschneider, Hannover 1868; Digitalisat der SUB Göttingen

### Briefwechsel und Tagebuch
- Christian August Friedrich Peters (Hrsg.): Briefwechsel zwischen C. F. Gauss und H. C. Schumacher. Gustav Esch, Altona 1860–1865 (bei Google Books: Band 1, 1+2, 2, 3+4, 3+4, 5+6).
- Karl Christian Bruhns (Hrsg.): Briefe zwischen A. v. Humboldt und Gauss. Wilhelm Engelmann, Leipzig 1877 (im Internet-Archiv, dito, dito, dito).
- Arthur Auwers (Hrsg.): Briefwechsel zwischen Gauss und Bessel. Wilhelm Engelmann, Leipzig 1880 (im Internet-Archiv).
- Franz Schmidt, Paul Stäckel (Hrsg.): Briefwechsel zwischen Carl Friedrich Gauss und Wolfgang Bolyai. B. G. Teubner, Leipzig 1899 (bei der University of Michigan; im Internet-Archiv).
- Briefwechsel zwischen Olbers und Gauss, in: Carl Schilling (Hrsg.): Wilhelm Olbers. Sein Leben und seine Werke. Zweiter Band, (2 Abteilungen), Julius Springer, Berlin 1900–1909 (im Internet-Archiv: Abtheilung 1, 2, 2).
- Clemens Schaefer (Hrsg.): Briefwechsel zwischen Carl Friedrich Gauß und Christian Ludwig Gerling. Otto Elsner, Berlin 1927.
- Mathematisches Tagebuch 1796–1814. (5. Auflage), Harri-Deutsch-Verlag, Frankfurt am Main 2005, ISBN 3-8171-3402-9 (mit Anmerkungen von Hans Wußing und Olaf Neumann). Faksimile des Tagebuchs, Felix Klein: Gauß’ wissenschaftliches Tagebuch 1796–1814. In: Mathematische Annalen. Band 57, 1903, S. 1–34, doi:10.1007/BF01449013 (uni-goettingen.de).
- Jeremy Gray: A commentary on Gauss’s mathematical diary, 1796–1814. Expositiones Mathematicae 2, 1984, S. 97–130 (englisch).
- Von Johann Georg von Soldner sind aus dem Nachlass von Carl Friedrich Gauß in der Niedersächsischen Staats- und Universitätsbibliothek in Göttingen zehn Schreiben aus der Zeit vom 15. Dezember 1814 bis zum 26. Dezember 1823 erhalten.[45]

### Gesamtausgabe
- Carl Friedrich Gauß: Werke. Herausgegeben von der (Königlichen) Gesellschaft der Wissenschaften zu Göttingen.
  - Band 1 bis 6, Dieterich, Göttingen 1863–1874 (bei Google Books: Band 2, 3, 3, 3, 5; im Internet-Archiv: Band 4, 4, 6), zweiter Abdruck 1870–1880 (im Internet-Archiv: Band 1, 2, 2, 3, 3, 4, 5, 5).
  - Band 7 bis 12, B. G. Teubner, Leipzig 1900–1917, Julius Springer, Berlin 1922–1933 (im Internet-Archiv: Band 7, 9, 10.2(1+5), 10.2(4)).

In den Bänden 10 und 11 finden sich ausführliche Kommentare von Paul Bachmann (Zahlentheorie), Ludwig Schlesinger (Funktionentheorie), Alexander Ostrowski (Algebra), Paul Stäckel (Geometrie), Oskar Bolza (Variationsrechnung), Philipp Maennchen (Gauß als Rechner), Harald Geppert (Mechanik, Potentialtheorie), Andreas Galle (Geodäsie), Clemens Schaefer (Physik) und Martin Brendel (Astronomie). Herausgeber war zuerst Ernst Schering, dann Felix Klein.

### Übersetzungen
- Recherches générales sur les surfaces courbes. Bachelier, Paris 1852 (französische Übersetzung von Disquisitiones generales circa superficies curvas. 1828; bei Gallica).
- Méthode des moindres carrés. Mallet-Bachelier, Paris 1855 (französische Übersetzung von Theoria combinationis observationum erroribus minimis obnoxiae. 1823/1828, und weiteren von Joseph Bertrand; bei Google Books, dito).
- Theory of the Motion of the Heavenly Bodies Moving about the Sun in Conic Sections. Little, Brown and Company, Boston 1857 (englische Übersetzung von Theoria motus corporum coelestium in sectionibus conicis solem ambientium. 1809, von Charles Henry Davis); Google Books / Google Books – archive.org / archive.org / archive.org.
- Carl Haase (Hrsg.): Theorie der Bewegung der Himmelskörper, welche in Kegelschnitten die Sonne umlaufen. Carl Meyer, Hannover 1865 (deutsche Übersetzung von Theoria motus corporum coelestium in sectionibus conicis solem ambientium. 1809, von Carl Haase; archive.org. Faksimile-Reprint: Verlag Kessel, 2009, ISBN 978-3-941300-13-2).
- Anton Börsch, Paul Simon (Hrsg.): Abhandlungen zur Methode der kleinsten Quadrate von Carl Friedrich Gauss. P. Stankiewicz, Berlin 1887 (deutsche Übersetzung von Theoria combinationis observationum erroribus minimis obnoxiae. 1823/1828, und weiteren; im Internet-Archiv).
- Heinrich Simon (Hrsg.): Allgemeine Untersuchungen über die unendliche Reihe {\displaystyle \textstyle {1+{\frac {\alpha \beta }{1.\gamma }}x+{\frac {\alpha (\alpha +1)\beta (\beta +1)}{1\ .\ 2\ .\ \gamma (\gamma +1)}}xx+{\frac {\alpha (\alpha +1)(\alpha +2)\beta (\beta +1)(\beta +2)}{1\ .\ 2\ .\ 3\ .\ \gamma (\gamma +1)(\gamma +2)}}x^{3}+}} u.s.w. Julius Springer, Berlin 1888 (deutsche Übersetzung von Disquisitiones generales circa seriem infinitam 1+… 1813, von Heinrich Simon; archive.org).
- Hermann Maser (Hrsg.): Carl Friedrich Gauss’ Untersuchungen über höhere Arithmetik. Julius Springer, Berlin 1889 (deutsche Übersetzung von Disquisitiones Arithmeticae. 1801, und weiteren; im Internet-Archiv); Faksimile-Reprint Verlag Kessel, 2009, ISBN 978-3-941300-09-5.
- Albert Wangerin (Hrsg.): Allgemeine Flächentheorie (Disquisitiones generales circa superficies curvas). Wilhelm Engelmann, Leipzig 1889 (deutsche Übersetzung; bei der University of Michigan; im Internet-Archiv, dito).
- Eugen Netto (Hrsg.): Die vier Gauss’schen Beweise für die Zerlegung ganzer algebraischer Funktionen in reelle Factoren ersten oder zweiten Grades (1799–1849). Wilhelm Engelmann, Leipzig 1890 (deutsche Übersetzung der Doktorarbeit, 1799, und weiterer Arbeiten; bei der University of Michigan; im Internet-Archiv, dito, dito).
- Eugen Netto (Hrsg.): Sechs Beweise des Fundamentaltheorems über quadratische Reste von Carl Friedrich Gauss. Wilhelm Engelmann, Leipzig 1901 (deutsche Übersetzung aus Disquisitiones Arithmeticae. 1801, und weiteren mit Anmerkungen; bei der University of Michigan; im Internet-Archiv, dito, dito, dito).
- General investigations of curved surfaces of 1827 and 1825. The Princeton University Library, 1902 (englische Übersetzung von Disquisitiones generales circa superficies curvas. 1828, und Neue allgemeine Untersuchungen über die krummen Flächen. 1900, von James Caddall Morehead und Adam Miller Hiltebeitel; bei der University of Michigan; im Internet-Archiv, dito).
- Heinrich Weber (Hrsg.): Allgemeine Grundlagen einer Theorie der Gestalt von Flüssigkeiten im Zustand des Gleichgewichts. Wilhelm Engelmann, Leipzig 1903 (deutsche Übersetzung von Principia generalia theoriae figurae fluidorum in statu aequilibrii. 1830, von Rudolf Heinrich Weber; im Internet-Archiv, dito).

## Kartenwerke
- August Papen: Topographischer Atlas des Königreichs Hannover und Herzogthums Braunschweig, nach einem Maasstabe von 1/100.000 der wahren Länge, auf den Grund der von dem Geheimen Hofrath Gauss geleiteten vollständigen Triangulirung, aus den grossen topographischen Landes Aufnahmen und mehreren anderen Vermessungen reducirt und bearbeitet von A. Papen. Hannover 1832–1847.

## Denkmäler

### Statuen und Plastiken
- Gauß-Denkmal von 1879 für Braunschweig am Gaußberg nach Entwurf von Fritz Schaper, ausgeführt von Hermann Heinrich Howaldt.
- Gauß-Weber-Denkmal in Göttingen (Wallanlage/Bürgerstraße) von 1899, das Gauß zusammen mit Wilhelm Weber zeigt und deren Beteiligung an der Erfindung des elektrischen Telegraphen 1833 (der Draht des Telegraphen in der Hand von Gauß ist heute nicht mehr vorhanden). Künstler war Ferdinand Hartzer.[46]
- Gauß-Statuette aus Gips, im Besitz der Sternwarte Göttingen.
- Am 12. September 2007 wurde eine von Georg Arfmann geschaffene Gauß-Büste in der Gedenkstätte Walhalla enthüllt.[47]
- Gauß-Denkmal in Berlin, Bronze-Sitzbild, Künstler Gerhard Janensch, 1898 (ehemals auf der Viktoria-Brücke (heute Potsdamer Brücke) in Tiergarten, Kriegsverlust, nicht erneuert).[48]

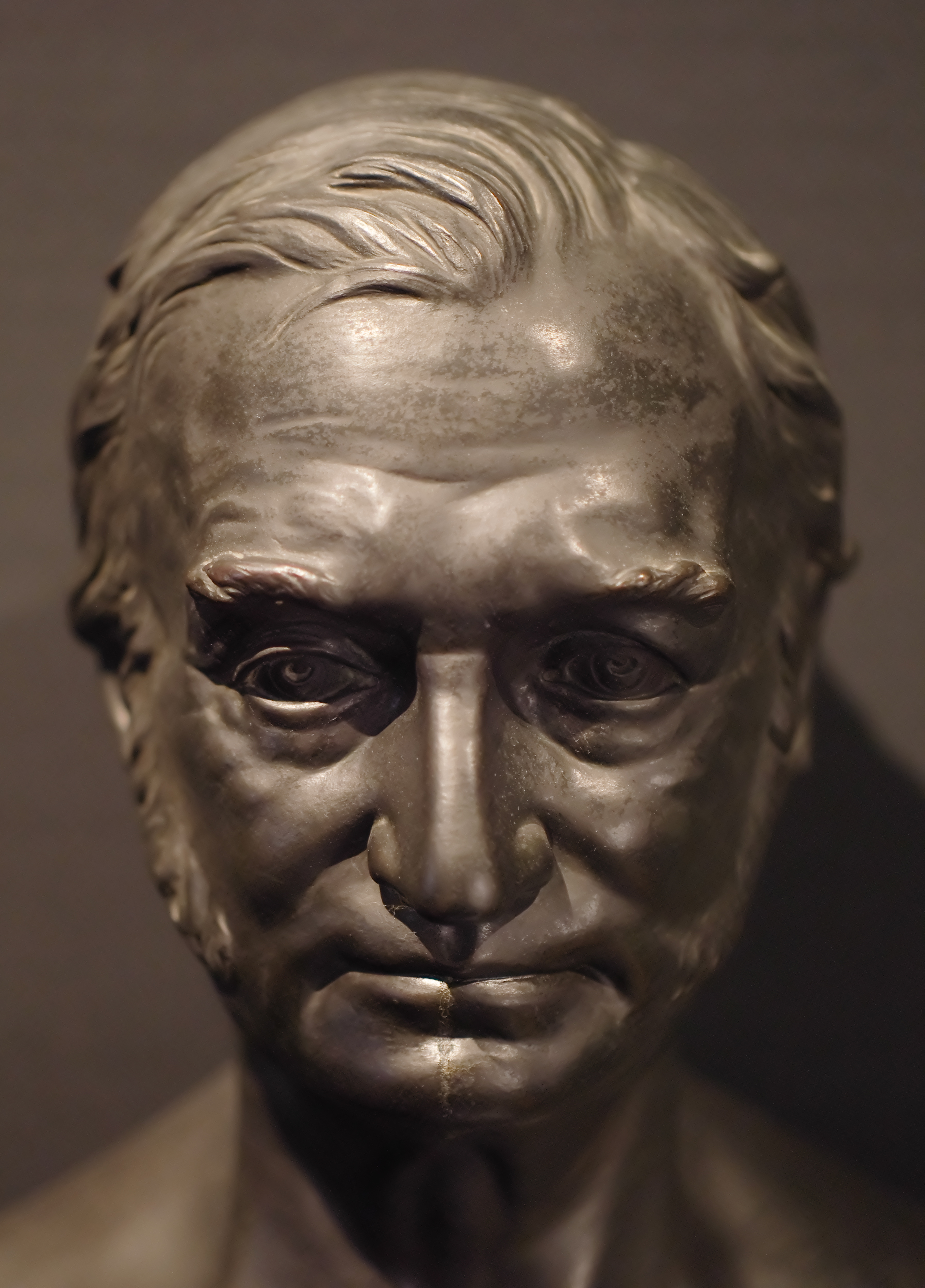
GFZ Potsdam
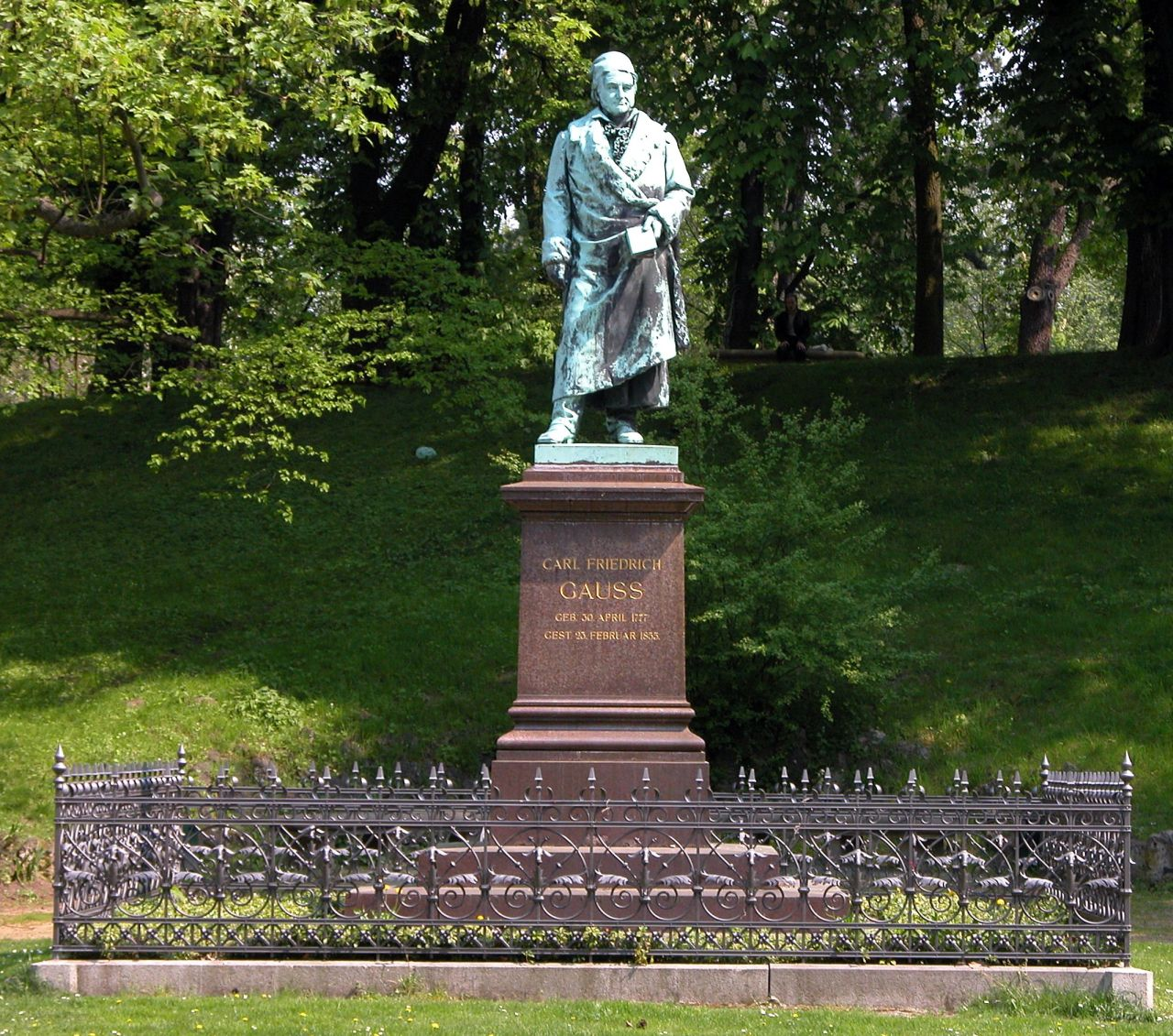
Braunschweig

### Schriftliche Erinnerungskultur

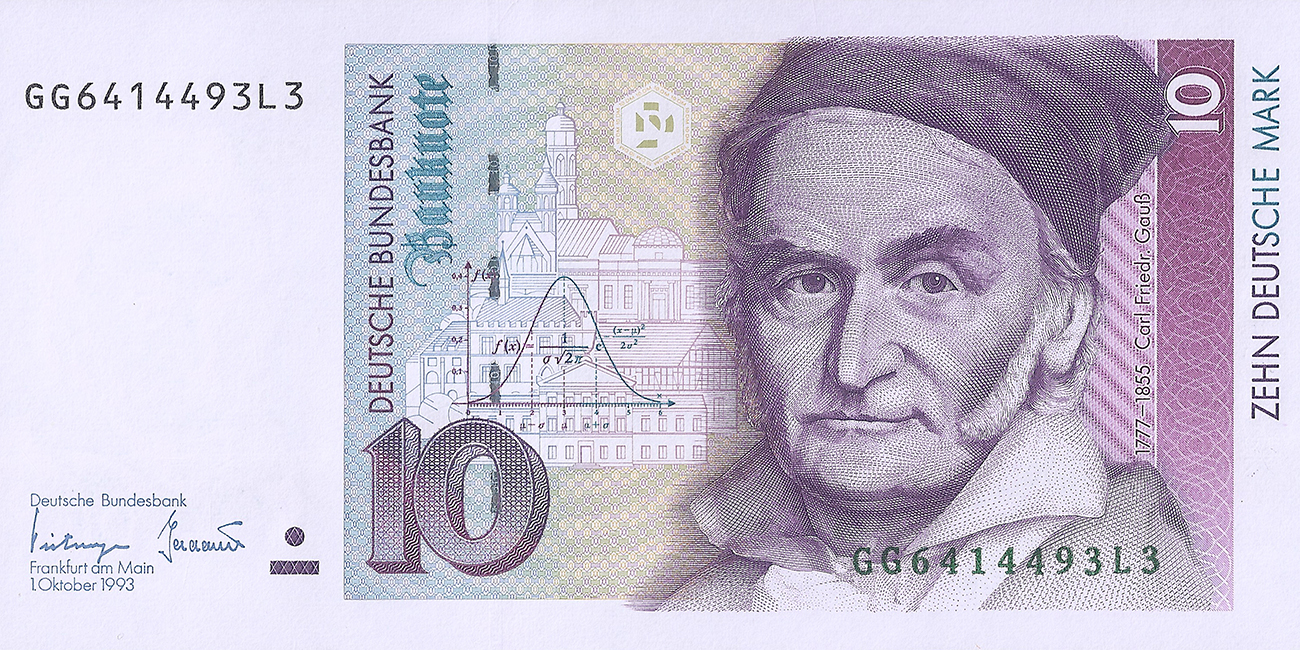
10-DM-Banknote

- Auf der Vorderseite der 10-DM-Banknote der vierten Serie der Deutschen Mark von 1993 ist eine Abbildung Gauß’ zusammen mit einer Darstellung der Glockenkurve und wichtiger Gebäude Göttingens zu finden. Auf der Rückseite sieht man den von ihm erfundenen Vize-Heliotrop sowie einen Ausschnitt der von ihm durchgeführten Triangulation des Gebietes um die Wesermündung, Butjadingens, des Jadebusens und Wangerooges. An ihn erinnern ebenso zwei Sondermünzen, die 1977 aus Anlass seines 200. Geburtstages in der Bundesrepublik Deutschland (5 DM) und in der DDR (20 M) herausgegeben wurden.
- In Deutschland erinnern drei Briefmarken an Gauß: 1955 gab die Deutsche Bundespost aus Anlass seines 100. Todestages eine 10-Pf-Briefmarke heraus; 1977 erinnerte die DDR mit einer 20-Pf-Briefmarke an den 200. Geburtstag, ebenso die Deutsche Bundespost mit einer 40-Pf-Briefmarke.
- Gedenktafel am Standort des Geburtshauses Wilhelmstraße 30 in Braunschweig.
- Drei Göttinger Gedenktafeln.
- Zwei Gedenktafeln am ehemaligen Wohnhaus von Gauß’ Doktorvater Johann Friedrich Pfaff in Helmstedt.
- 1977 auf einer 5 DM Gedenkmünze zum 200. Geburtstag Carl Friedrich Gauss, Auflage 8.000.000 Stck, 250.000 Stck in Spiegelglanz Ausgabe April 1977

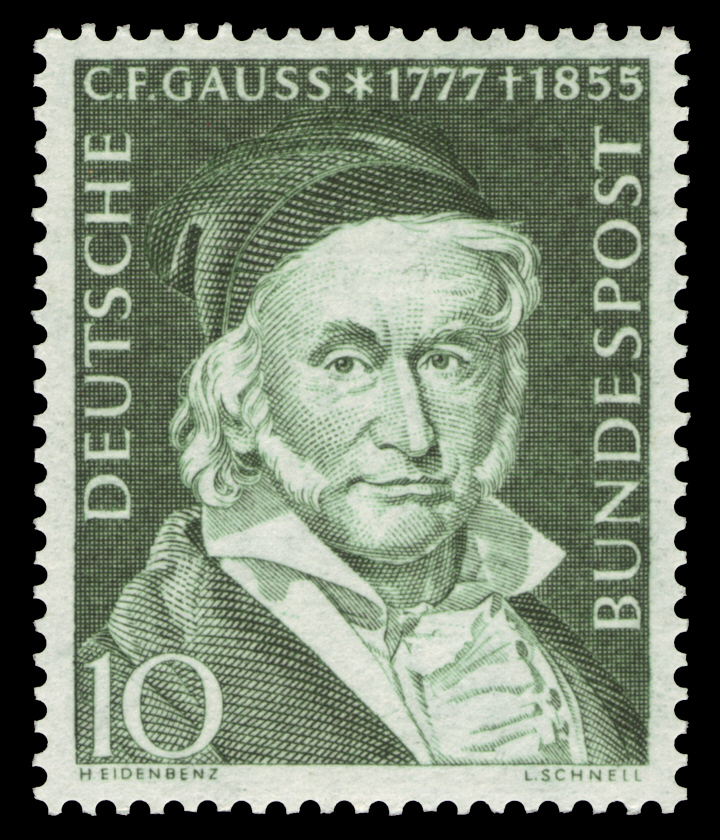
Zum 100. Todestag
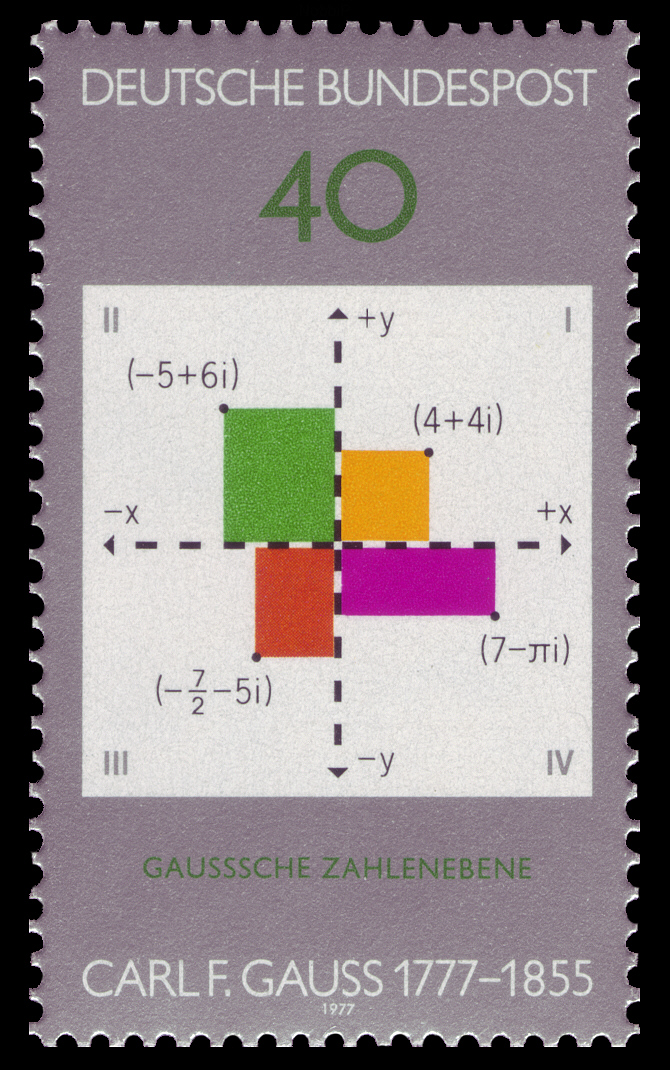
Zum 200. Geburtstag
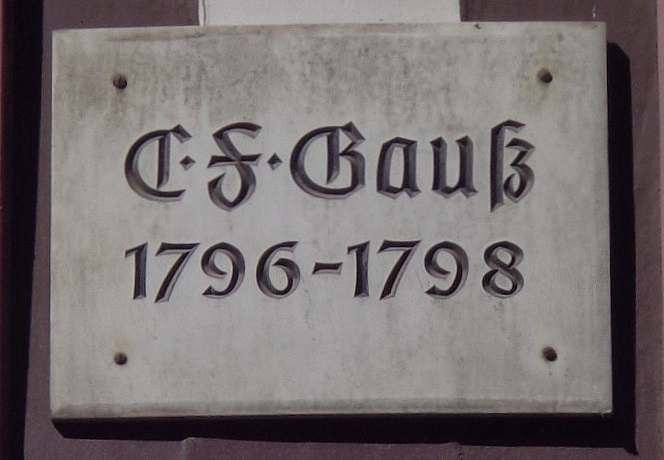
Göttinger Gedenktafel

### Gaußsteine
Zu den zahlreichen auf Anleitung von Gauß aufgestellten Vermessungssteinen gehören:
- Gauß-Stein auf dem Göttinger Lauseberg als Erinnerung an die hannoversche Landvermessung von 1828 bis 1844
- Gauß-Stein auf dem Kleperberg
- Gauß-Stein auf der Höhe 92,2 m, der höchsten Erhebung des Brelinger Berges (nördlich Hannover, Wedemark), die Gauß als Messpunkt diente
- die Gaußsteine am Rand des Dasseler Beckens

### Bildnisse
Von Gauß gibt es relativ viele Bildnisse, unter anderem:
- 17?? Silhouette aus den Jugendjahren
- 1803 Porträt (Ölgemälde) von Johann Christian August Schwarz (1755/56–1814)[49]
- 1810 Büste von Friedrich Künkler
- 18?? Zeichnung von Johann Benedict Listing (1808–1882)
- 1828 Lithografie von Siegfried Detlev Bendixen (1786–1864)
- 1840 Ölgemälde des dänischen Malers Christian Albrecht Jensen. Ort: Pulkowo-Observatorium in St. Petersburg
- 18?? Lithografie von Eduard Ritmüller (1805–1869) Gauss auf der Terrasse der Göttinger Sternwarte
- 1850 Altersbildnis 1 (Stahlstich?)
- 1854 Altersbildnis 2 (Stahlstich?)
- 1855 Daguerreotypie auf dem Totenbett von Philipp Petri (1800–1868)
- 1887 Kopie des Porträts von Jensen (1840) von Gottlieb Biermann (1824–1908). Ort: Hörsaal der Göttinger Sternwarte

## Belletristische und filmische Darstellungen
- Daniel Kehlmann: Die Vermessung der Welt. (Roman), Rowohlt, Reinbek bei Hamburg 2005, ISBN 3-498-03528-2.
- Marco Theuerkauf: Meilensteine der Geowissenschaften. DVD. Drehbuch Jens Jacobsen. Kamera: Peter Bartos. Sprecher: Gert Heidenreich; 60 Min. Hrsg. P. M. Die Wissensedition Reihe: Meilensteine, 9. München 2007.[50]
- Detlev Buck: Die Vermessung der Welt. 2012 (Verfilmung des gleichnamigen Romans von Daniel Kehlmann).